# 罗纳德·里根
罗纳德·威尔逊·雷根（英語：Ronald Wilson Reagan，1911年2月6日—2004年6月5日），美國共和黨籍政治人物，曾担任第33任加利福尼亚州州長（1967年－1975年）、第40任美国总统（1981年－1989年）。踏入政壇前，曾擔任過運動廣播員、救生員、報社專欄作家、電影演員。
雷根成長於美國伊利諾伊州北部小鎮的一個低收入家庭，1932年畢業於尤裏卡學院，成年後的首份工作是體育廣播播報員。1937年，雷根搬至加利福尼亞州，並從那裡開啟其演藝生涯。雷根後被推舉為美國影视演员协会主席，他在其主席任期內不加掩饰地貫徹反共主義，並致使共產主義和左翼思想對美國演藝界的影響下降。20世紀50年代，雷根從演藝事業轉為電視業，擔任工業企業通用電氣宣傳。1964年，雷根為共和黨總統候選人戈德華發表“抉擇時刻”演說，此舉為這位剛踏入政壇的政治新人贏得了全國的關注，順勢成為當時新保守主義的代言人。在贏得一定的支持者後，雷根於1966年當選為加州州長。州長任期內，雷根選擇强行提高稅收的手段將預算赤字轉虧為盈。然而他提高稅收的行為也引起了包括加州大学伯克利分校学生在内人民的不满和大规模抗議示威。在學生示威期間，雷根以強硬的態度下令國民警衛隊進駐校園和武力镇压。
里根在1980年的選戰中擊敗了當時民主黨的總統吉米·卡特，共和黨也在同年選舉贏得了26年來首次在參議院過半數的席次。雷根首次就職年齡為69歲349天，是當選為美國總統之最年長者，而這一記錄一直保持到2017年，被同黨籍的唐納·川普以70歲220天的年齡打破。雷根在1984年競選連任時擊敗前副總統沃爾特·蒙代爾，贏得美國總統選舉史上最多的525張選舉人票，占選舉團538張票的97.6%。這也是美國近代史上差距第二大的總統選舉結果，僅次於富蘭克林·羅斯福在1936年對上阿爾夫·蘭登，當時羅斯福贏得了531張選舉人票中的98.5%，即523張。
里根推行的經濟政策為供應面經濟學，被人稱為雷根經濟學，將所得稅降低了25%、減少通貨膨脹、降低利率、擴大軍費開支、增加政府赤字和國債，排除稅賦規則的漏洞，繼續對商業行為撤銷管制，使美國經濟在歷經1981－1982年的急劇衰退後，於1982年開始了非常茁壯的經濟成長，到他任期結束並一直持續。他始終強調他對於聯邦政府在处理問題上的能力抱持著懷疑態度，尤其是在經濟問題方面。他的解決方式是撤回政府的干涉並減少稅率和商业管制，以此讓自由市場機制能自動修正所面臨的問題。他在就職典禮上宣称：“政府並不是解決問題的方法，政府本身才是問題所在。”
共和黨的支持者声称“他振奮了美國人在1980年面臨对国家前途和经济的低落士氣和挫折感”，並且放任自由的資本主義體制超越政府的管制。在對外政策上，他大幅度擴張軍備，對蘇聯的政策則由原本的圍堵改為加剧的对抗，将冷战推向新高潮。里根在政治意識形態上采取极端反共主义與自由资本主义。1989年雷根離任時的支持率為68%，使他同富蘭克林·羅斯福及之後的比爾·克林頓並列成為近現代史上離任時擁有最高支持率的總統。
一些觀察家認為雷根是促使蘇聯1991年垮台的推手，尤其是美國保守派稱讚里根是“美國得以拖垮蘇聯的主要功臣”，一些人則認為蘇聯在他任內開始的轉變只不過是時間上的巧合，歷史學界普遍對此沒有達成共識。雷根兩屆任期完滿結束後，其副總統乔治·赫伯特·沃克·布什於1988年的選戰中挾著雷根的高昂人氣而大獲全勝，並於翌年上半年升為總統，實現世代交接。雷根的總統任期影響美國1980年代的文化，使該年代亦常被稱為“雷根時代”，其右翼及保守派的思想和政治语言至今仍是美國保守派的標誌和宣传符号。不过，左翼觀點認為雷根的政策為日後貧富差距擴大埋下伏筆，大部分的財富集中在了少部分的精英手中，而普通民眾的收入考慮到通脹後實則大幅降低，是美国在冷战后中产阶级大规模破产的罪魁祸首。此外，基督教右派及新保守主義亦在此時取得影響力，改變共和黨日後的政治生態。
2005年，在電視節目《最偉大的美國人》中，里根位列榜首。

## 生平

### 家世
父親是天主教的愛爾蘭裔美國人約翰·“傑克”·雷根（John "Jack" Reagan），母親是蘇格蘭-愛爾蘭及英國後裔的妮爾·威爾森（Nelle Wilson）。里根有一個哥哥尼爾·里根。他的曾祖父Michael Reagan於1860年代自愛爾蘭移民至美國。在他移民之前，家族姓氏原本為O'Regan。他的外曾祖父John Wilson，則是在1840年代從蘇格蘭移民至美國。

### 早年生涯
1911年2月6日，雷根生於伊利诺伊州坦皮科的一棟公寓裡。
雷根全家在經過數次遷徙後，於1920年定居在伊利诺伊州的迪克森。1921年，雷根10歲時，雷根在他母親所信仰的基督新教基督会教堂受洗（不過雷根的哥哥Neil則跟隨父親成為天主教徒）。

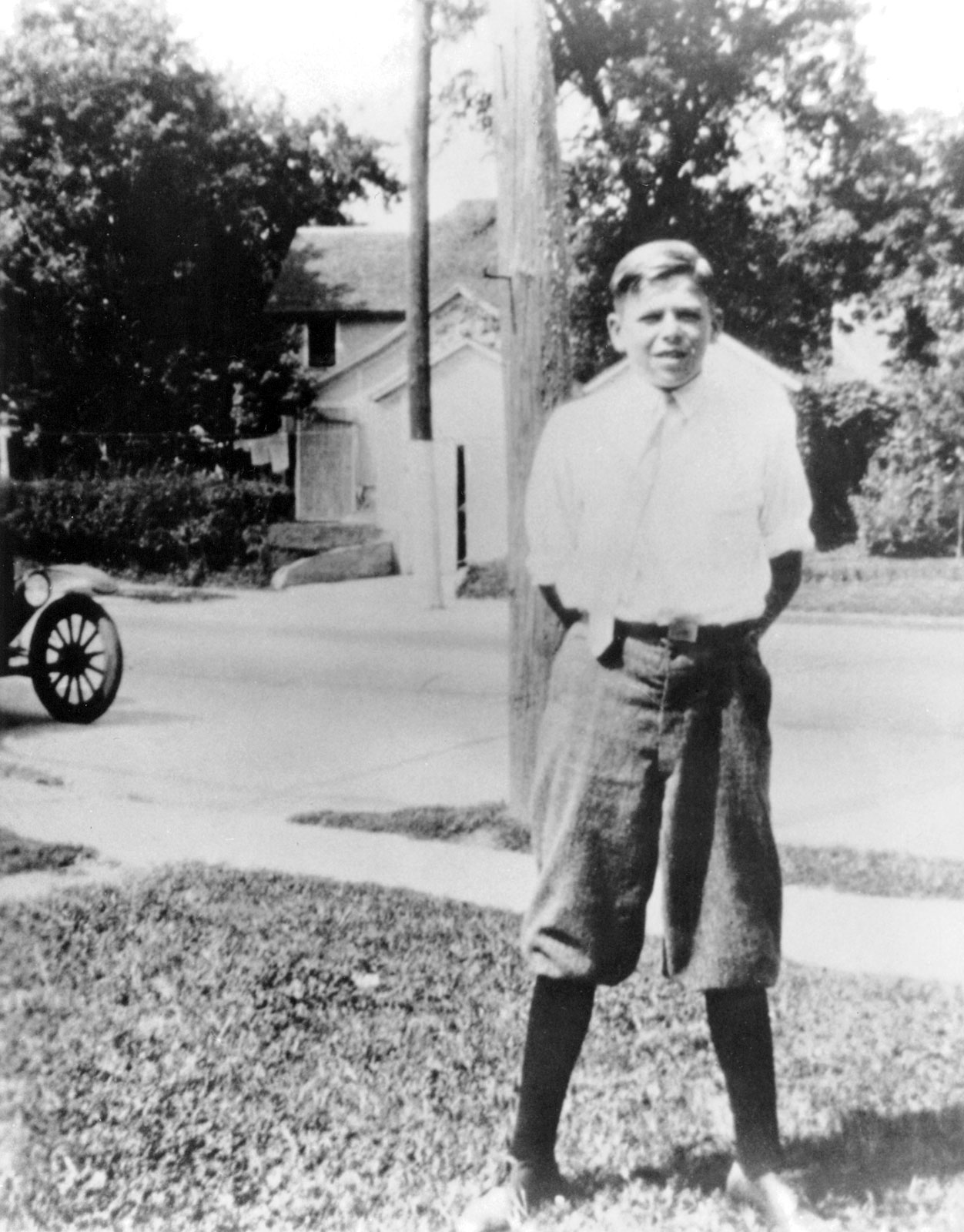
罗纳德·雷根的青少年時期，攝於伊利诺伊州迪克森。

1922年，雷根11歲時他跟朋友踢足球時，不小心弄破了鄰居的玻璃窗，雷根主動向鄰居道歉，但仍要賠償对方12.5美元。當時這是一筆大金額，足足可買125隻能生蛋的母雞，雷根和父親認錯，父親則要他自己承擔責任。他為難地說：「我哪有那麼多錢賠給人家？」他父親說：「我借錢給你，但你一年內必須還給我。」雷根不但沒有把還款日拖遲一天，更在借錢、賠錢後開始艱苦地打工，經過一段長時間的奮鬥，他終於賺夠錢，全數還給父親。後來記者問：「你為何能夠當上兩屆美國總統，且當得挺好？」雷根便用此事以作回答。
1924年，雷根13歲時，他開始就讀迪克森市的北方中學（Northside High School），雷根往後也都自稱迪克森是他的故鄉。
1927年，雷根16歲時，雷根在迪克森附近的罗克河畔的Lowell公園找了一份救生員工作，他在那裡擔任救生員長達7年，據說拯救了77名溺水者。雷根後來還開玩笑說這些溺水者都沒有向他道謝過。後來雷根對這段成就相當自豪，還會向白宮的訪客們展示掛在總統辦公室的羅克河照片。
1928年，雷根入讀伊利诺伊州的尤里卡學院，主修經濟學和社會學，並在1932年畢業。身為學院的新生，他加入了反對縮減學院開支的一次罷課，雷根擁有演講和演戲的天份，這些天份使他被選為那次學生罷課上的新生演講人。翌年(1929年)，雷根加入了Tau Kappa Epsilon兄弟會，後來他回憶起來，認為加入兄弟會的這段經驗是學院生涯裏最難忘的回憶。他很少花時間在課業上，只拿到了中等的成績，但他卻是校園裏許多俱樂部和運動隊伍的領導人，而被稱為“校園裏的大角色”。

### 畢業後
1932年，雷根先後在艾奥瓦州的WOC廣播電台、WHO廣播電台擔任運動播報員，負責播報芝加哥小熊隊的棒球賽，當時僅能依靠著球場傳來的收報機文字訊息，在廣播室裏以他的想像力來報導比賽進行的情況。有一次比賽進行到第九局時收報線突然故障，但雷根仍可流暢地虛構比賽進行的情況，直到收報線修復好為止；雷根在日後的回憶裡笑稱為此虛構了棒球史上最長的投手持球時間，結果修復送來的電報裡打者竟然第一球就被接殺。

### 初入好萊塢

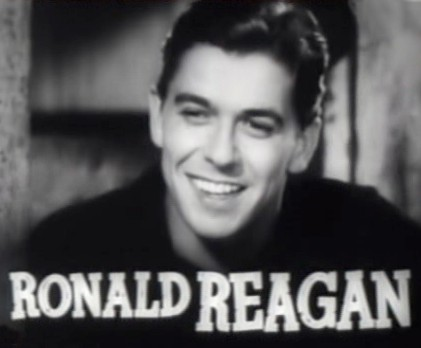
雷根在1938年演出《布魯克林牛仔》（Cowboy From Brooklyn）。

1937年，當雷根在加州擔任芝加哥小熊隊的春訓播報員時，他進行了一次試鏡，獲得在華納兄弟公司7年的契約。以雷根清晰的嗓門、逍遙自在的風格、和運動家的龐大體型使他相當受觀眾歡迎；他擔任的角色大多是B級片裏的男主角。他所演出的第一部電影是在1937年的Love Is on the Air。截至1939年結束時，他已經在19部電影裏演出過。在他擔任Knute Rockne, All American中他飾演足球隊員George Gipp，由於一句著名的台詞「去替Gipper贏一球！」而獲得了Gipper這個伴隨他一生的暱稱。雷根覺得自己最好的演出是在1942年的Kings Row，飾演一名被截肢了的年青人，後來他還使用當中的台詞“我剩下的身體在哪裡？”來作為他自傳的標題。其他的著名電影還包括Tennessee's Partner、Hellcats of the Navy、This Is the Army，而在Bedtime for Bonzo中則因為他是和一隻黑猩猩合演而遭廣泛嘲笑。好萊塢星光大道上也留有他的印記。
据美国共产党前党员、著名小说家霍华德·法斯特透露：20多岁的里根受好莱坞的共产党朋友影响，对共产思想感兴趣，于是便在1938年申请入党。对里根进行调查后，美共认为他是“不可靠的人……连20分钟的政治观点都坚持不了”，而后派出代表说服里根，使他放弃入党的意愿。授权传记《荷兰人：里根传》的作者埃德蒙·莫里斯从法斯特口中得知这一故事后，便采访里根，询问其是否有过加入美共的意愿，对方否认了这一说法，称“怎么可能，天呐，当然没有过！”此外，当时南加州的美共领导人多萝西·希利也否认了这一说法，并称这一说法为“胡说八道”。

### 服兵役

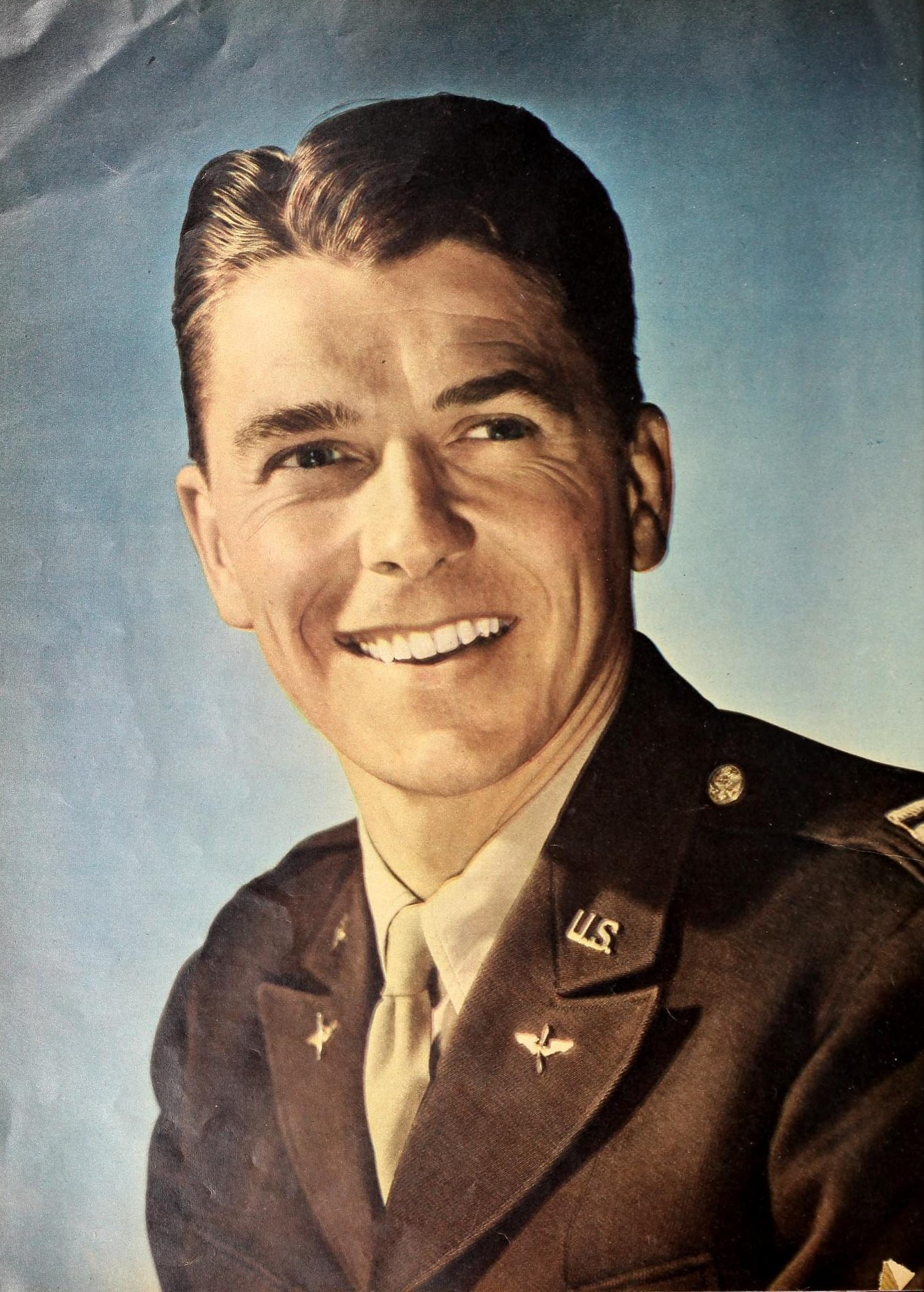
摄于1945年，正在军中服役的里根。

雷根在1935年授階為美國陸軍後備軍官，但至1941年11月時才赴召，但由於眼睛患有散光而沒有成為第一線戰鬥人員。在珍珠港事件爆發後，雷根中尉配屬至航空軍藝工隊，製作訓練和教育用的影片，以充分發揮他演戲的經驗。他一直待在好萊塢直到戰爭結束。

### 在好萊塢發展
1947年到1952年間，雷根擔任了美國影視演員協會（又稱美國演員工會）的主席。
在1950年後期，雷根較少擔任電影角色，改為擔任電視節目的演員及主持人。雷根在超過50部電視劇中都曾演出過。
1959至1960年間，雷根再度擔任了美國影視演員協會的主席。在1950年後期的其中一年裏，雷根賺進了高達$125,000美元（約為2006年的$800,000美元）。他最後一次正規的演出是在Death Valley Days裡擔任主持人和演員。
最後一次的電影演出則是在1964年的The Killers—以歐内斯特·海明威所寫的短篇故事改編的電影。在電影中雷根飾演一名幫派的頭目，這也是他唯一一次扮演反派角色的電影。本來這是拍攝作為電視播放的，但由於太過暴力而改為電影。

### 婚姻

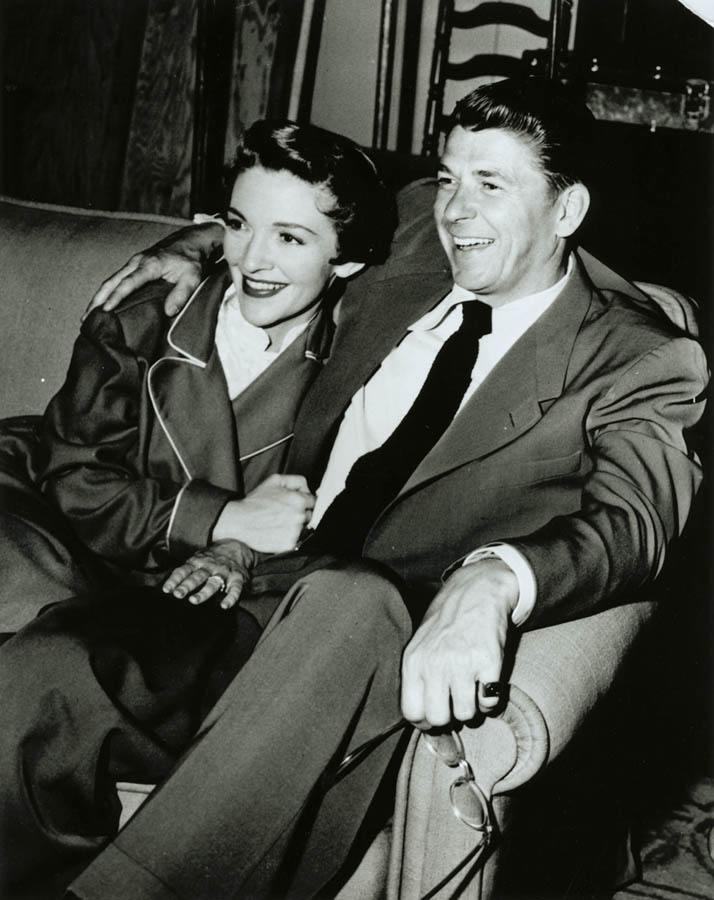
南希和雷根在1952年結婚。在後來雷根競選和執政時南希一直扮演著重要的顧問角色。

雷根於1940年1月24日與女演員珍·惠曼結婚；他們於1941年生下女兒Maureen，1945年收養了男嬰Michael；接著在1947年生下女兒Christine，但出生後不久便死去。他們於1948年離婚。在特朗普之前，里根是唯一有著離婚史的總統。
雷根於1952年3月4日再婚，娶了演員南希·里根，在同年11月21日生下女兒Patti。在1958年他們生下第二個孩子Ron。

### 政治立場轉右
雷根原本是民主党的支持者，擁護富兰克林·德拉诺·罗斯福和他所推行的新政。在1940年代後期他是哈利·S·杜鲁门的支持者中最知名的一個。到了1950年代初期他逐漸改變為在社會上和經濟上的堅定保守派，並且在1976年說道：“新政的基礎根本就是法西斯主義”。
他在政治上最先擔任的角色是美國演員協會的主席，演員協會包含了大多數好萊塢的演員，不少是民主黨的支持者。但雷根宣稱演員協會已經被共產主義滲透了。在這種立場上，他向非美活動調查委員會作證共产主义對好萊塢的滲透。他也暗中監視一些他認為抱持著不忠誠態度的演員，並向聯邦調查局密報，他的代號是“Agent T-10”，不過他沒有公開譴責他們。他在公開言論上反對於好萊塢設立黑名單，但在私底下他和第一任妻子珍·惠曼曾於1947年與聯邦調查局幹員會面，告知一些被他們認為“有嫌疑的破壞份子”。
由於相信共和党更有能力對抗共產主義，並相信他這樣做能獲得更多政黨的支持，雷根支持共和黨的德怀特·大卫·艾森豪威尔和理查德·尼克松競選總統，到1962年正式退出民主黨，轉為加入共和黨。

## 加州州長

罗纳德和南茜·雷根在洛杉磯的一間飯店慶祝州長勝選。

1966年雷根當選第33任加利福尼亞州州長，擊敗連任兩屆的派特·布朗；並在1970年的選戰中成功連任，但他選擇不再連任第三屆。
雷根在1967年1月3日宣誓就任加州州長，在他第一屆任期中，他停止政府雇用更多人員，但也批准提升稅率以支撐預算。雷根對當時反越戰的抗議活動採取強硬路線。在1969年於柏克萊加州大學校區的人民公園進行的抗議行動中，雷根直接派遣了2200名國民警衛隊前往鎮壓。
在1971年，他與民主黨的議長鮑伯·莫瑞迪合作改革加州的社會福利。雷根稍早曾反對在1964年民權法案和1965年投票權法案。但他後來改變了立場，並認為民權法案“如果必要的話，必須動用軍事力量來執法”。雷根也反對建立更大的聯邦水壩——Dos Rios水壩，以免水壩會淹沒溪谷的印地安人農場。後來雷根和家人一同進行夏季登山，前往考察內華達山脈一處被提議建造高速公路的地點，考察後他便宣布放棄建造的計畫。在死刑的議題上，他強烈支持維持死刑，加州最高法院卻在People v. Anderson一案的判決中使得1972年以前於加州的死刑宣判全部無效，儘管這個判決後來被憲法修正案所推翻，但這次判決成為雷根任內最大的挫折。儘管雷根支持死刑，但他在任內頒布了兩次赦免和緩刑命令，在雷根之後都沒有加州州長如此赦免死刑囚犯過。雷根任內唯一一次死刑執行是在1967年4月12日，在那次死刑後加州直到1992年為止都沒有再執行死刑。
雷根任內還廢除了公共的精神病醫院系統，改以社區為基礎的住宅及醫療來取代非自願的強制住院，因為他認為那是違反公民自由。不過從雷根任內開始直到其他的繼任者，這種以社區為基礎的設施一直沒有充分實現過。雷根受古典自由主义強烈影響，當他在1975年接受訪問被問到哪些經濟學家影響了他的經濟理念時，雷根回答道：「巴斯夏、米塞斯、哈耶克和赫茲利特。」
雷根也是第一個以商業用噴射機來作公務旅行的州長，加州政府從賽斯納飛機公司取得了一架先進的噴射機。他的飛行員比尔·潘德（Bill Paynter）在與雷根相識不到6個月內便改為支持共和黨，他常告訴別人雷根在私底下的表現就跟在電視上一模一樣，沒有絲毫虛偽。他也說雷根不像其他的政府官員或公司領導人，雷根會詢問他是否方便更改預定的飛行計畫，以免耽擱他的幕僚們與家人團聚的時間。雷根表現出他將那些替他工作的人和他們的家人都當作自己的家人一般。同時雷根的詢問也表現了他對於飛行員的經驗和專業的尊重。
雷根在得知聯合國大會第2758號決議表決通過的第二天向尼克松總統致電表達了他的不滿，其中甚至諷刺非洲等國代表說「看看他們......來自那些非洲國家的猴子們——該死的他們，他們穿上鞋子都還覺得彆扭。（To see those... monkeys from those African countries - damn them, they're still uncomfortable wearing shoes!）」

## 總統

### 總統選戰

#### 1976年總統大選
雷根於1968年首次參與共和黨總統候選人提名的選舉而沒有成功。他在1976年再次參與，對手是時任總統杰拉尔德·福特，由於共和黨自水门事件後失去了大量國會議席，民主黨可望在此次選舉中有所發揮。這次提名選舉是雷根政治生涯中重要的一刻，杰拉尔德·福特被視為是當時共和黨內的元老，因為他連任了多次眾議員，更當選多數黨領袖，陰差陽錯地當上副總統及總統，但雷根再次於全國代表大會中以幾百票黨代表票之差落敗。在共和黨全國代表大會上雷根發表演說，闡述核子戰爭的危險及蘇聯在道德上的威脅，聽完他動人的演說後，許多人還表示“很後悔投錯票了”。
1976年總統大選的結果，福特以微弱差距被吉米·卡特擊敗。當選舉結果出爐後，選舉團依據大選結果進行投票時，出乎意料的有一名共和黨的選舉人麥克·帕頓（他來自華盛頓州）沒有依照誓言投給福特，而轉投給雷根。

#### 1980年總統大選

1980年總統大選的結果，紅色是列根勝出的州份，藍色是卡特勝出的州份。

1980年美國總統選舉，雷根終於贏得共和黨黨內的提名選舉，正式成為總統候選人。儘管雷根在最早進行投票的愛荷華州黨部會議中輸給了乔治·赫伯特·沃克·布什，但他在接下來其他各州的投票中大獲全胜。在全國代表大會中，雷根原本尋求前總統杰拉尔德·福特搭檔副總統，但最後沒有實現。雷根最後選擇了總統提名初選中的對手布什作搭檔。

布希有著許多雷根沒有的特質—終身的共和黨員、戰場的老兵，以及曾經擔任中央情報局局長、美國駐中华人民共和国辦事處的處長（當時美國尚未與中华人民共和国建交，故其職位相當於今日的美國駐華大使）、和联合国大使的國際外交經驗。與雷根比起來，布希在經濟和政治上的立場較偏向溫和派，例如布希就曾將雷根所主張的30%的全面減稅政策稱為“巫毒經濟學”。

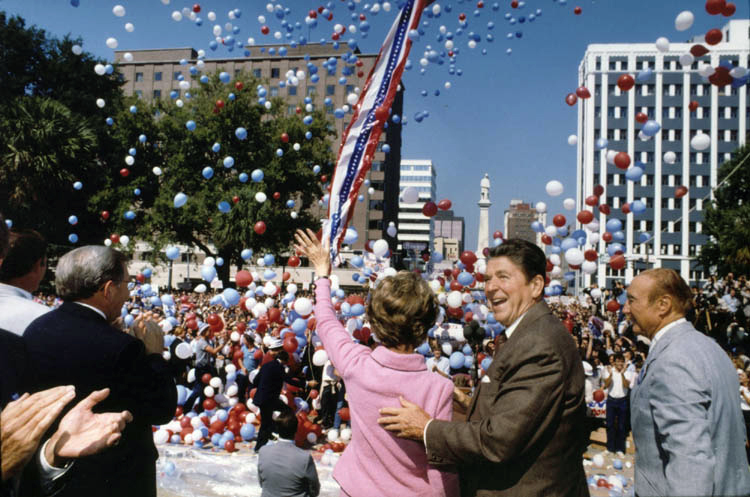
雷根與南希在南卡羅來納州哥倫比亞市的選戰造勢活動上，1980年10月10日。

選戰中，威廉·凱西主掌雷根陣營的競選計畫，他的策略是瞄準當時伊朗人质危机的議題；新聞媒體每天持續報導卡特政府在拯救人質上的無能失敗，許多分析家認為這是導致卡特敗選的主因。同時，卡特也無能解決當時高漲的通货膨胀和失業，經濟成長遲緩，不穩固的石油市場使加油站前大排長龍，更讓選民察覺到美國在國防上的弱點。在談到經濟時雷根如此說道：“我告訴你們我不能使用蕭條這個字眼。讓我來告訴你們這些定義，經濟的衰退是指你的鄰居失了業，經濟蕭條則是指你也失了業。而經濟開始復甦指的則是—卡特已經失業的時候。”
雷根在電視辯論上的表現也提升了他的選情，辯論中他看起來比卡特更為自在。當時正是美國通貨膨脹和銀行利率急速高漲的時期，在回答觀眾的問題時他做了非常有力的回答：“你覺得你現在的生活比四年前要好嗎？”
1980年美國總統選舉結果是雷根在普選上獲得43,903,230票，比卡特的35,480,115票高出了10%。而在選舉人票上雷根則獲得壓倒性勝利，囊括489張選舉人票，卡特則只獲得49張。同時那年的選舉還使共和黨在參議院一舉增加了12個席次，成為參議院的多數黨，倒轉了26年來民主黨在參議院保有的多數地位。

#### 1984年總統大選

1984年總統大選的結果。

在競選連任的1984年美国总统选举中，雷根以壓倒性勝利擊敗華特·蒙岱爾，在選舉人票，他贏得50個州裡的49個州（蒙岱爾只取得他的老家明尼蘇達州和華盛頓特區）。雷根獲得將近60%的普選票。
雷根贏得連任的機會一直相當穩固，蒙岱爾在民主黨全國代表大會發表的演說被視為失誤連連，在演說中他說道：“雷根會提升稅率，而我也會這樣做。但他不會告訴你，而我會。”
雷根在德州的達拉斯接受了共和黨的提名，藉著當時美國經濟的復甦而支持度高漲。同時他在當年夏天親自揭幕了洛杉磯奧運會，成為第一位親自揭幕夏季奧運會的美國總統。
在1984年的選戰中，雷根做出他最著名的失態之一，在他於電台準備發表演說時，沒有察覺到播音已經開始而開玩笑道：“我親愛的美國國民，我很高興地告訴你們今天我簽署了一項法案，將會宣布俄羅斯永遠為非法狀態，我們在五分鐘後開始轟炸。”一些人認為在美蘇處於如此嚴峻的狀態下發表這種言論，是一件大錯誤；一些人則引用雷根的話來質疑雷根在外交政策和國際關係上的現實認知。其他人則認為，這不過是一個在錄音室裡意外流出的幽默笑話罷了。這段錄音後來還被樂手Jerry Harrison和Bootsy Collins改編為舞曲“五分鐘”。
儘管在第一場辯論中雷根表現不佳，但他在第二場辯論中回復了優勢，並且在整場選戰的大多數時候都佔據民調的優先位置。雷根在1984年選戰的大勝利被許多政治評論者認為這是“雷根民主黨人”轉變了傳統民主黨支持者立場所造成的，因為不少原支持民主黨的藍領階層在選舉中支持雷根。

### 內政

#### 財政

1981年7月，雷根在電視上說明減稅法案的計畫。

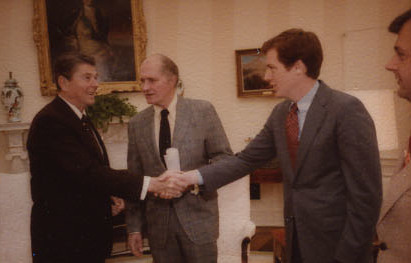
雷根与美国贸易副代表罗伯特·莱特希泽（1983年4月25日）

當雷根就任後，他首先必須解決國內嚴重的經濟問題。當時美國經濟面臨兩位數的通貨膨脹（將使得經濟計畫相當難以預料）以及20%的銀行利率（使得大多數人難以抵押貸款），將近800萬人處於失業狀態。勞工的平均時薪比起5年前下降了5％，而聯邦政府徵收的個人最高稅率平均則高達67％。國債則將近1萬億元。
雷根在經濟上被視為是自由意志主義者，他主張減稅、縮小政府規模、減少對商業的管制，但當時沒有人清楚他要如何進行，也不確定由民主黨佔多數的眾議院會不會支持他。
雷根第一屆任期的主要目標便是復甦美國的經濟，當時美國經濟處於所謂的滞胀（經濟發展停滯加上高通貨膨脹）。雷根所下的第一道命令是停止聯邦政府對石油價格的控制，以恢復國內在石油生產和探測上的市場動力。為了解決兩位數的通貨膨脹，雷根支持了联邦储备系统主席保羅·沃爾克以大幅度提升銀行利率來達成減縮貨幣供應量目標的計畫。經濟學家米爾頓·佛利民描述當時雷根了解到“若要成功遏止通貨膨脹，金融的管制和短暫的經濟衰退是不可避免的”。雷根利用緊縮貨幣供應配合全面減稅的方法來刺激商業的投資（依據雷根的說法：“芝加哥經濟學派、供應面經濟學，隨便你怎麼稱呼它。我注意到有些人甚至稱它為雷根經濟學，直到它開始生效為止...”）。雷根的對手嘲笑這是“巫毒經濟”、“涓滴效应”、和“雷根經濟學”，但雷根成功的展開全面減稅，1981年推行的減稅法案規模是美國史上前所未見的。減稅不但將所得稅率大幅降低，也消除了稅賦制度的許多漏洞。
為了終結通貨膨脹而緊縮貨幣的供應，使美國經濟在1981年7月開始急劇的衰退，並在1982年11月降到谷底，衰退幾乎打破了大萧条的紀錄。然而，美國經濟在歷經1981年－1982年的衰退後，於1983年開始了戲劇性的茁壯復甦，這波經濟成長還繼續維持了好幾年，直到雷根任期結束前都還未停止，成為美國史上為期最久的經濟擴張，原本高漲的失業率於1984年中旬已經降回了1981年早期的數字，雖然在1985年起面臨日本與西德製造業的競爭而減緩，在接下來幾年裡透過美元貶值，也尚能持續下降。
雷根政府主張減稅幫助了經濟的復甦、製造了更多工作機會，最終將使聯邦政府獲得更多稅收，從1980年代初的每年5,170億美元大幅提升至超過1萬億美元。而雷根政府新的軍事戰略增加了大量軍事預算，則導致聯邦政府的預算赤字達到前所未見的地步。
米爾頓·佛利民提出了雷根任內每年聯邦公文（Federal Register)，紀錄了聯邦政府每年發布的法規與管制公文的數量來說明雷根反對政府管制的政策走向。自從1960年代以來，每位總統每年的聯邦公文數都持續增加，但在雷根上任後發出的聯邦公文急遽減少，證明了雷根對政府管制的反對態度。聯邦公文的數量在雷根任內都只維持小幅度增長，直到雷根離任為止才又開始大量增加。
當時由民主黨佔多數的眾議院，反對雷根如此減縮社會福利和其他國內的支出。一些批評家則認為，雷根這種將預算大幅投注軍事產業的政策事實上屬於古典的凱因斯經濟學，並認為接踵而來的經濟成長並非減稅造成的，而是政府大幅度支出的結果。

#### 社會

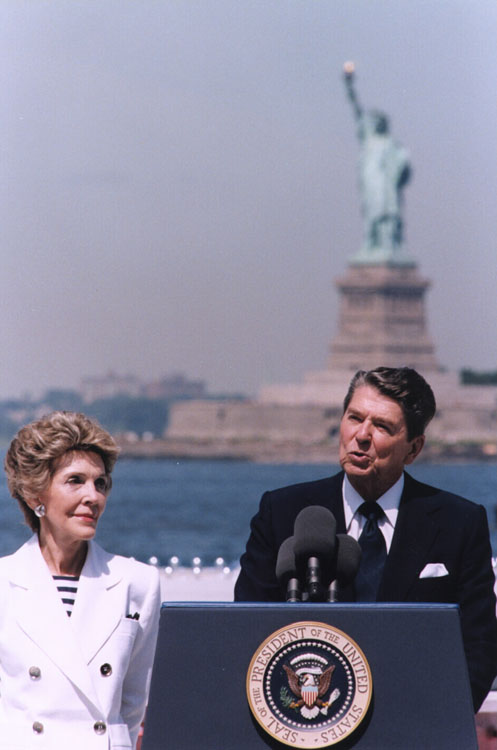
雷根在自由女神像建立的一百週年發表紀念演說，紐約，1986年。

由於警覺到社會福利開支的增長，雷根指派了阿伦·格林斯潘領導社會福利改革，擬出了減緩社會福利支出的計畫。隨著年齡的增長，從社會福利取得的津貼也會隨之緩慢增長（也配合著逐漸增長的國民平均壽命），使這套制度在接下來50-70年內不會超出政府的負擔能力。這套計畫也藉著提升社會福利的工資稅比率來增加政府的稅收。
為了解決預算赤字，雷根政府大量由國內和國外貸款國債，到雷根第二屆任期時民間所持有的国债已經從1980年佔GDP的26%大幅提升至1989年的41%，是從1963年以來最高的紀錄。在1988年國債總計2.6萬億美元，向國外的借債總額超過了國內，美國也從原本世界最大的債權國轉變為世界最大的借債國。
雷根的經濟政策拉大了貧富間的差距；然而，在雷根的任期內，所有經濟階層的所得都提高了，包括最底層的貧窮人口也提升了6%。而同時最富有的1%美國人則提升了1兆元的收入。
1981年的夏季，聯邦政府機場的大量航管人員由於薪資問題和工作環境的爭議，由飛航管制員工會（PATCO）領導發起了違法的罷工。雷根依照事先聲明的警告，開除了所有參與罷工的航管人員。由於這個工會是1980年大選中少數支持雷根的兩個工會當中的一個，雷根這項動作在政治上引起軒然大波。
雷根政府被同性恋权利運動支持者批評沒有迅速處理當時崛起的HIV所引起的愛滋病。白宮在1982年10月第一次討論起這種疾病；雷根則在1985年的記者會上第一次公開討論政府處理這個疾病的措施。

### 衛生
儘管遭受批評，雷根在任內支出了57億美元以對抗HIV和愛滋病，大多數資金都投注至美國國家衛生院。在HIV和愛滋病研究上的資源於1983年增加了450%、1984年增加了134%、85年增加了99%、和86年增加了148%。在1985年9月雷根說道：“包括我們在86年的預算，我們已經投注超過5億元在愛滋病的研究上，我確定其他醫學團體也在同步進行這些研究。我們今年有1億元預算，明年將會有1.26億元，所以這是我們放在第一優先的問題。這場疾病的嚴重性是毫無疑問的，我們必須找出疾病的原因。”到1986年雷根已經投注大筆經費在愛滋病的預防和研究上，並宣稱愛滋病“是我們在健康與人類服務部的公共卫生上排在第一優先的疾病。”
雷根在愛滋病和同性戀權利上的政策一直廣受批評，甚至直到他任期結束後仍然是爭論的話題。在他的政治生涯中，他曾經支持鸡奸法，反對保障同性戀者的反歧視法，他所指派的美国最高法院保守派法官也可能助長了在1986年的鮑威爾斯對哈德維案（Bowers v. Hardwick），維持了喬治亞州反雞姦法的合法性。不過，他在1984年反對了由加州議員所發起的禁止同性戀者擔任教職的倡議。1984年，他成為第一位邀請了公開的同性戀伴侶至白宮的總統。在一次少見的針對愛滋病的公開發言中，雷根說他相信科學加上道德的節制是避免愛滋病的最好方法。
雷根也在另一場有關愛滋病的少見爭論裡扮演重要角色。美國研究員羅伯特·加羅與法国科學家路克·蒙塔尼埃都宣稱是自己發現了人類免疫不全的病毒（HIV），並各自為其命名，這場爭論最後終於由雷根和法國總統弗朗索瓦·密特朗談判達成共識，讓兩人和其團隊在名稱上都佔有同樣的功勞。這次事件相當的罕見，忽視了在科學上命名的根據，也是第一次在生物學上的爭論竟上升到政治的層次。顯然的，蒙塔尼埃和雷根了解到兩個大國不該為了這個議題而產生爭執。
雷根是首位通過反對堕胎权而勝選，他出版了《Abortion and the Conscience of a Nation》一書，書中他指責墮胎是對生命的不敬。許多保守派激進份子認為雷根是歷史上最擁護生命權（Pro-life）的總統。不過，兩個由他指派的最高法院法官—桑德拉·戴·奧康納和安東尼·甘迺迪皆支持維持羅訴韋德案的判決，該案判定反墮胎的法令違反了憲法，使墮胎全國合法化。在雷根身為加州州長時，也將墮胎權寫入加州法令中。

### 选举权法
雖然雷根任內最顯著的是外交上的政策，但他也主導了許多重要的國內法案。在1982年，雷根簽署法案使1965年的選舉法（Voting Rights Act）得以延長25年期限—儘管在1980年的選戰中他曾經反對延期。這項法案保護了盲人、殘障者、和文盲的投票權。

### 其它
其他重要的法案還包括1986年的稅賦改革法令，和1988年的公民自由法案—包含了對二戰中被拘留的日裔美國人的賠償。雷根也立法授權對牽扯至贩毒的謀殺行為判處死刑。

### 外交政策

雷根與蘇聯共產黨中央委員會總書記戈巴契夫進行一對一會談。

里根与英国首相撒切尔夫人在大卫营会面。

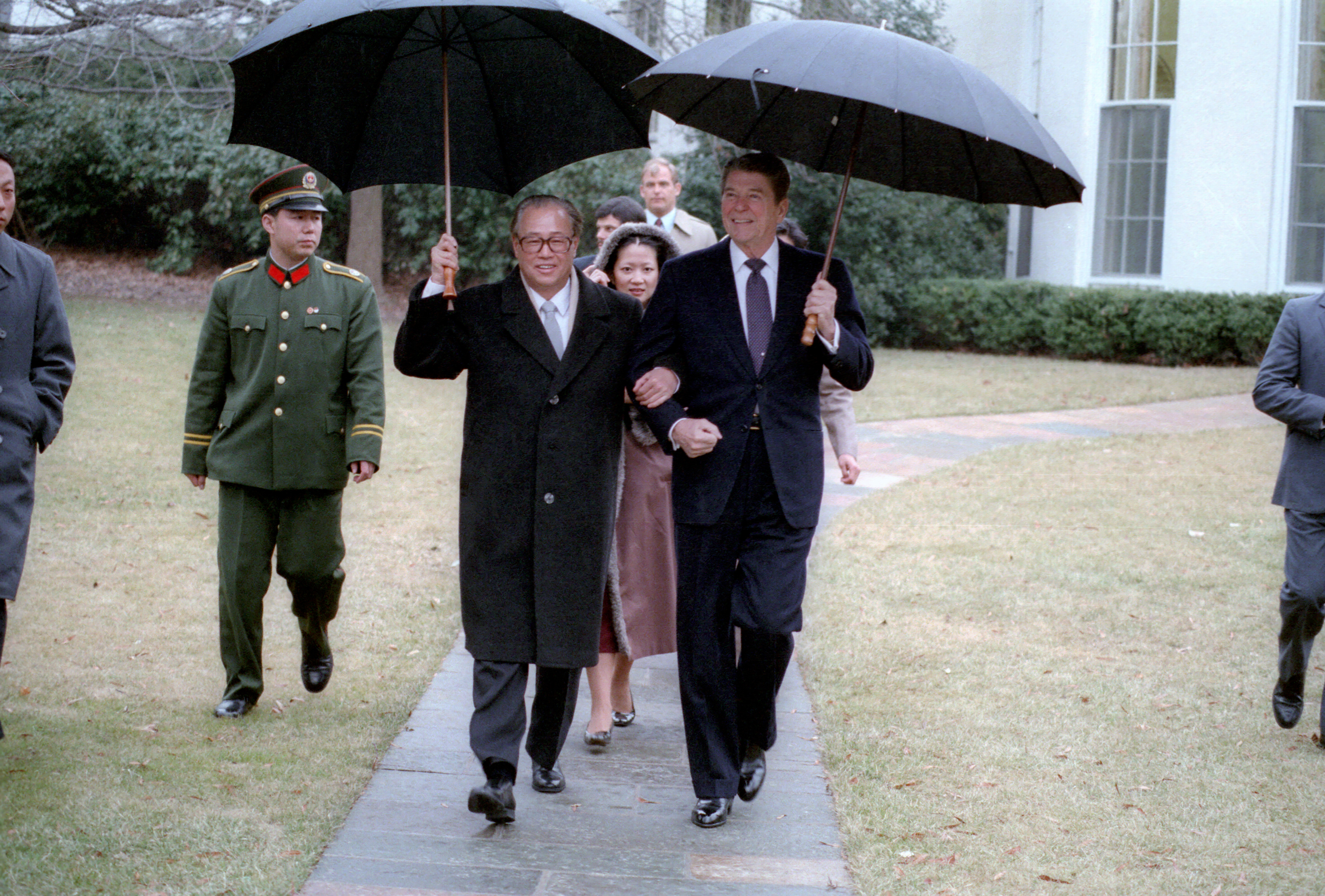
雷根與中華人民共和國國務院總理趙紫陽於1984年会見。

雷根是第一位主張共產主義將會垮台的世界主要領導人，在1983年3月8日佛罗里达州奥兰多致全国福音派协会的演讲中說道：“我相信共產主義是人類歷史上可悲而怪異的一頁—仍在進行中的最後一頁。”他还将苏联称为“邪恶帝国”。當時，西方主流觀點對蘇聯的看法，多半認為共產國家雖然成長遲滯，但能長期保持自給自足的穩定經濟，蘇聯新的一批世代即將來臨，而西方世界必然要跟他們合作建立共識。但雷根則主張蘇聯正处於嚴重的經濟危機，他打算藉由切斷蘇聯與西方的科技交流來使這種危機加大。認為蘇聯最惡劣的是“與人類歷史的潮流相背，抹滅其人民的自由和尊嚴。”3月23日，里根通过电视讲话提出战略防御倡议，又称“星战计划”。
美國學者對冷戰結束的正統觀點是這樣的：“由於自由和民主的西方國家持續的在軍事地位上、意識形態的動力上和經濟系統上保持優勢，最終導致蘇聯的投降和冷戰的結束。這些因素顯露了共產主義在道德上的非法性並突出了其經濟上的停滯。”這種觀點都能被共和黨（強調雷根扮演的角色）和民主黨（強調杜魯門、甘迺迪、詹森和卡特長期以來的圍堵政策）所接受。這種看法也被東歐國家所廣泛接受。舉例而言波蘭團結工會的領導人列赫·瓦文萨在2004年時便說：“當談到雷根時，我必須以我個人的角度來談他、我們在波蘭的人都會以我們的角度來談論他。為什麼？因為我們所得到的自由是他給予的。”。西德總理赫尔穆特·科尔則說：“他的出現是這個世界的幸運。在雷根呼籲蘇聯共產黨總書記戈巴契夫推倒柏林圍牆後的2年，柏林圍牆就真的倒了，而11個月後德國便統一了。”爱尔兰总理伯蒂·埃亨說：“雷根總統是共產主義的堅定抵抗者，他扮演了重要的角色，終結了共產主義以及二戰後歐洲的分裂”後來於1989年成為捷克斯洛伐克總統的瓦茨拉夫·哈维尔說道：“他是個抱持著堅定原則的人，毫無疑問是他促使了共產主義的垮台。”
雷根選擇強硬地與蘇聯直接對抗，而不像前幾位總統如理察·尼克森、杰拉尔德·福特、吉米·卡特採取緩和政策。在假設蘇聯已經沒有能力投注比美國更多軍事預算的情況下，展開了新一波的军备竞赛，他努力使冷战在經濟上和表面上激烈化。

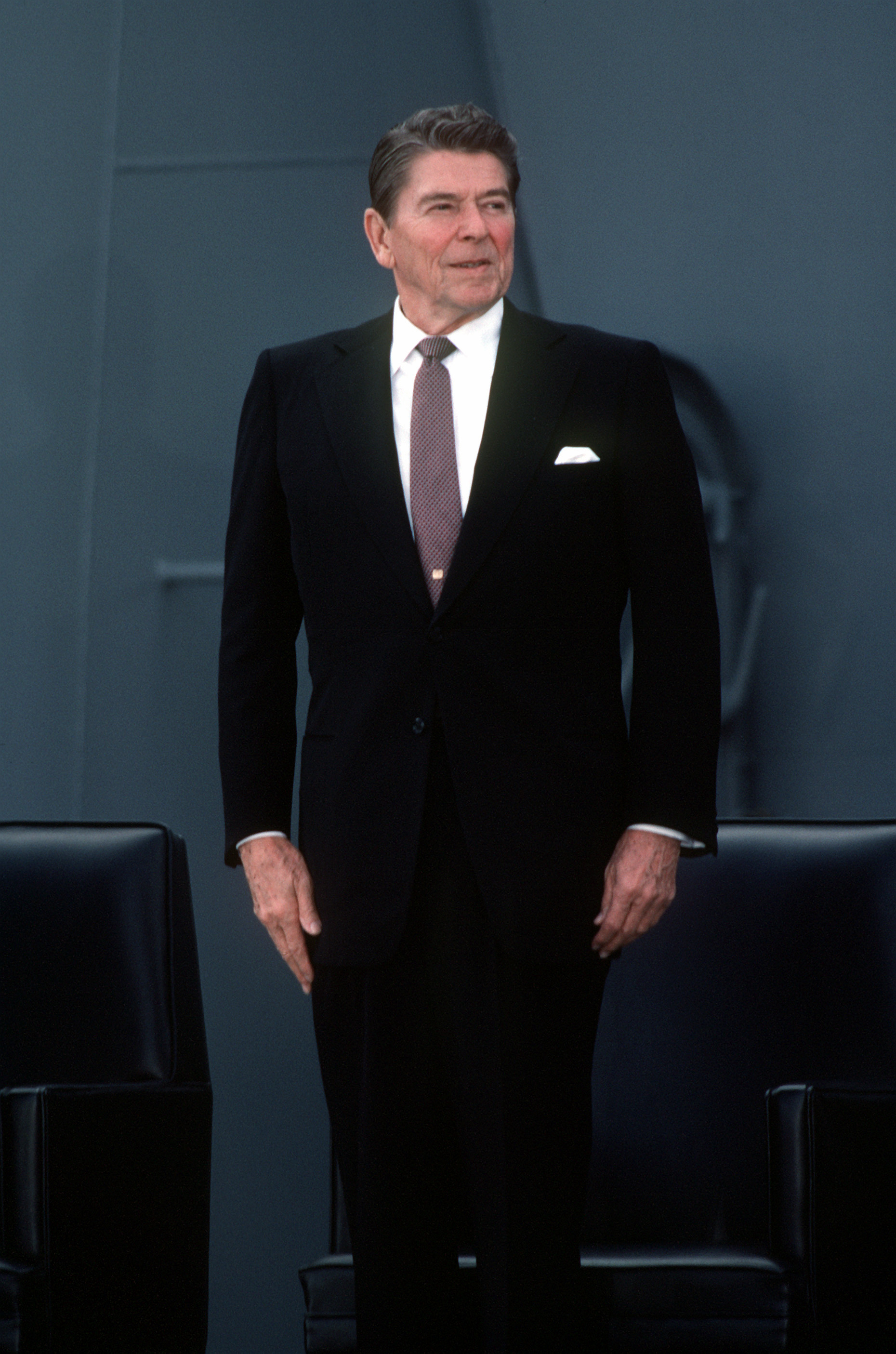
雷根參與愛荷華級戰列艦新澤西號的重新服役典禮，1982年12月。

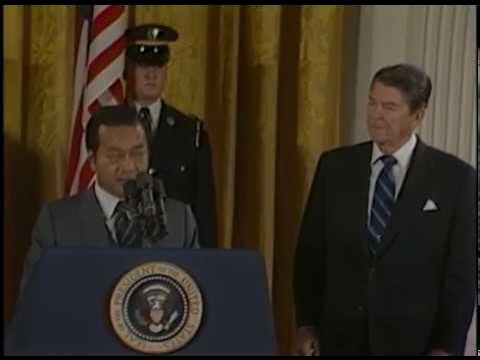
雷根会见到访的马来西亚首相马哈迪·莫哈末，1984年1月18日

雷根政府以“唯有實力才能獲致和平”為名的政策進行大規模擴軍，這個名稱是為了對照西奥多·罗斯福的強硬外交政策和他的名言“說話溫和，手持大棒（意味軍事實力）”。雷根政府新設立的對蘇政策以贏得冷戰為最終目標，這個戰略被命名為NSDD-32（National Security Decisions Directive），這個戰略概述了雷根計畫在三個戰線上對抗蘇聯：經濟上—減少蘇聯獲取高科技技術的機會並減少其資源，包括壓低蘇聯商品在世界市場上的價值；軍事上—增加美國的軍事支出以鞏固美國在談判上的立場並迫使蘇聯轉移更多經濟資源至軍事用途上；以及秘密地—支援全世界的反蘇聯勢力，從阿富汗的反蘇聯游擊隊，到波蘭的團結工會運動（這同時也被索罗斯和教廷所支持）。雷根並提出了主動戰略防禦計畫—以外太空為基礎建立的飛彈防禦網。這通常被美國以外的國家視為是一種威脅，因為它將可能抵銷蘇聯對美國“保證互相毀滅”的能力—理論上將能使美國發起核戰的第一擊而躲過接下來的蘇聯反擊；由於感受到可能因此失去軍備競賽中的平衡地位以及世界的戰略根基，蘇聯的領導人和人民對於情勢越來越沮喪。在1986年10月雷根與蘇聯共產黨總書記戈巴契夫在冰岛會面，會中戈巴契夫急切的希望美國取消這種防禦的、同時也是攻擊性的飛彈防禦網。在1990年3月11日，立陶宛在新當選的維陶塔斯·蘭茨貝吉斯總統領導下宣布脫離蘇聯獨立，其餘的苏联加盟共和国也在1991年陸續宣布獨立，蘇聯於是正式瓦解。戴卓爾夫人對此描述道：“雷根不開一槍便贏得了冷戰。”
雷根主張美國經濟開始復甦了；快速電腦化的經濟、高科技的技術是主要力量，但蘇聯在這方面遠遠落後，雷根進一步禁止美國和盟國對蘇聯輸出高科技技術，使蘇聯處境更為惡劣。有一段時間當石油價位極高時，這種落後由於蘇聯輸出了大量石油而得以掩蓋，但這個優點在1980年代初期也喪失了。要和西方國家進行經濟競賽顯然必須進行徹底的改革，戈巴契夫開始了這次改革，他期望新政策中的開放性和新思維能夠重新復興蘇聯經濟，但這些改革卻得不到解決的方法、反而產生更多對蘇聯體制的不滿。雷根的大規模擴軍行動和他強硬的反蘇言論，造成蘇聯對1983年北約例行舉行的优秀射手演習中產生近乎恐慌的反應，雖然這次核戰的危機隨著演習結束而迅速平息，但這次演習也顯示了雷根的強硬態度所可能產生的負面後果。一些歷史學家如Beth B. Fischer在他所著的《The Reagan Reversal》裡主張這次危機對雷根的政策有著深遠影響，使得他的對蘇態度從直接對抗轉變為和睦友好的政策。

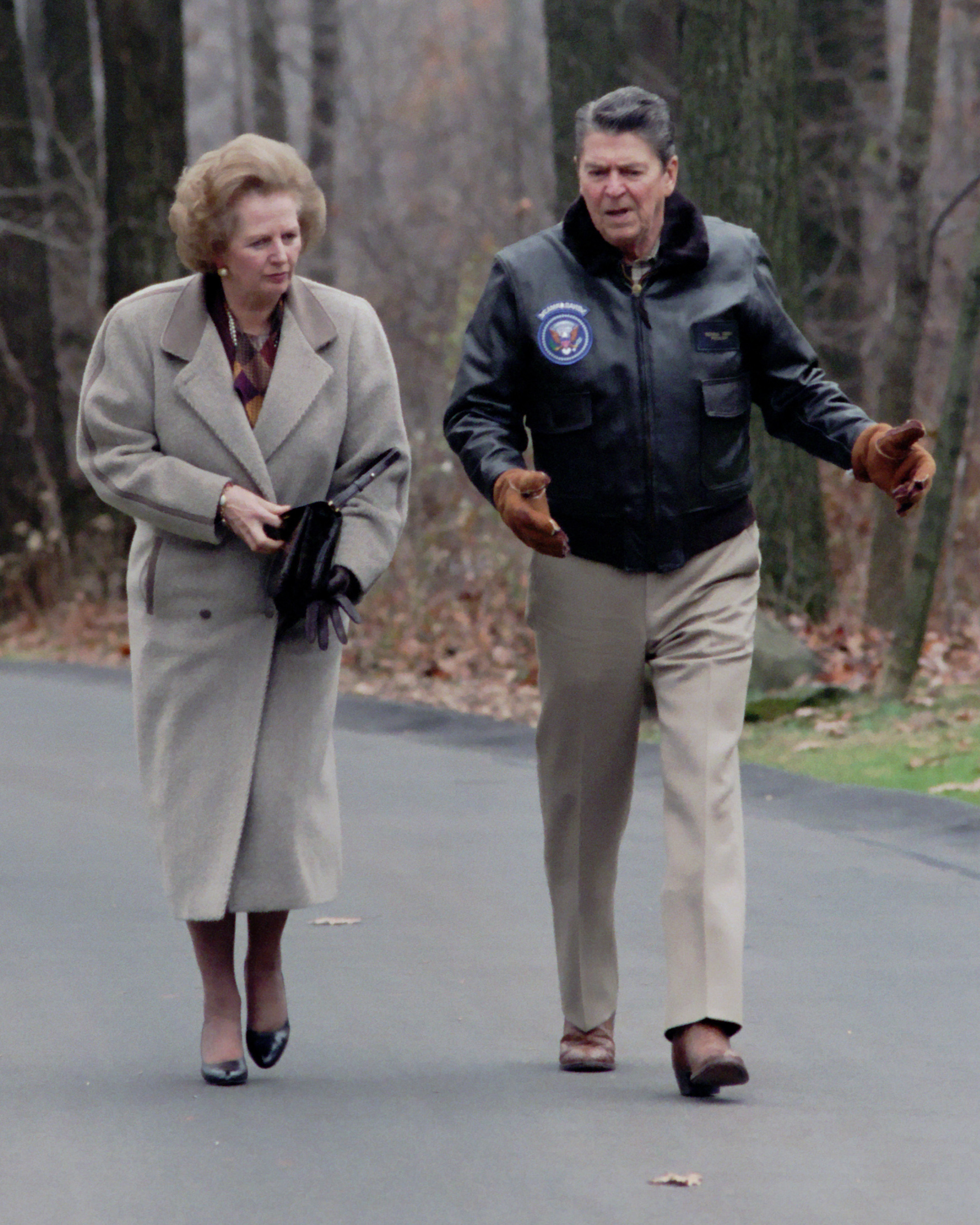
雷根與戴卓爾夫人在大衛營散步。

在歐洲國家領導人當中，他最主要的盟國、同時也是他要好的朋友是英国首相戴卓爾夫人，兩人同樣是保守派，並推行相似的经济政策，戴卓爾夫人長期支持雷根對蘇聯的威懾態度。
儘管雷根與蘇聯簽訂了限武條約如中程导弹条约（INF）和裁減戰略武器談判（START I），雷根依然進行著星際大戰計畫，部署外太空為基礎建立的飛彈防禦網，以環繞地球的軍事衛星來攔截飛彈，使美國能在核子大戰中不受損傷。批評家認為這項計畫是不切實際的、而且也違背了反彈道飛彈的條約，支持者則認為這項計畫能迫使蘇聯投入更多無法負擔的軍事支出。事實上，蘇聯也曾嘗試著自行建立起一套類似的系統，或至少同時經由限武條約來減緩與美國間的軍事差距。最後蘇聯在後者上表現的較為成功，由於試著追上美國的軍事和研究開發經費（不只是星際大戰系統）而嚴重損害了原本已經不穩固的蘇聯經濟，這也被認為是導致蘇聯垮台的主要原因之一。
對於反共產主義團體（包括武裝的反共產党政府暴動）的支援也是雷根的政策之一，他的支持者稱之為雷根主義。在這項政策下，美國支援那些被他們稱為自由戰士的團體—也被反對者稱為恐怖份子的團體—例如阿富汗的反蘇聖戰游擊隊、尼加拉瓜的反政府游擊隊康特拉、安哥拉的若纳斯·萨文比的反抗勢力，對抗那些由蘇聯或古巴支持的政府。雷根政府也資助歐洲的反共產主義團體例如波蘭的團結工聯運動，並採取強硬路線對抗柬埔寨的共產政權。支援尼加拉瓜反政府游擊隊的資金來自於秘密販賣武器給伊朗的利潤，後來引發了軍售伊朗醜聞，使尼加拉瓜政府得以向国际法院提起控訴。
至於在中東方面，由於真主黨在以色列入侵黎巴嫩後開始綁架美國公民並攻擊平民目標，雷根政府決定強硬地對抗黎巴嫩的真主党。雷根政府也對抗在約旦河西岸地區和加薩走廊的巴勒斯坦恐怖份子。較具爭議性的是雷根將萨尔瓦多的FMLN和洪都拉斯的游擊隊戰士也視為恐怖份子。他也將南非反種族隔離制度的武裝派系民族之矛視為是恐怖份子組織。
雷根在任期中對於萨尔瓦多右翼军政府的支援相當具爭議性，因為他擔心FMLN可能會在薩爾瓦多內戰中獲勝。這場戰爭導致75,000人死亡、8,000人失蹤和一百萬人無家可歸。
在聯合國下令於黎巴嫩進行限期的多國部隊託管後，800名美軍陸戰隊被派遣至貝魯特以撤離巴勒斯坦解放組織部隊。在1982年9月16日於貝魯特發生了薩布拉-夏蒂拉大屠殺造成數百名巴勒斯坦平民死亡後，雷根組織一支新的多國部隊。在積極的外交行動後終於達成了黎巴嫩與以色列間的和平協議。不久後美軍部隊開始撤離，但卻在1983年11月23日發生了汽車炸彈對美軍軍營的攻擊，造成高達241名陸戰隊陣亡。雷根稱那天是他的總統任期和生涯裡最悲傷的一天。
小島國家格林纳达於1983年發生共產党政變，雷根迅速命令美軍入侵格林纳达，推翻了新成立的共產政權。但因事先沒告訴英國，而格林纳达是大英國協成員，導致英國首相柴契爾夫人大發雷霆。

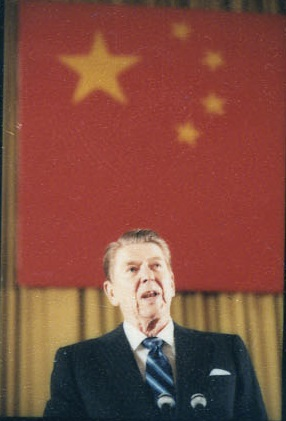
雷根於中國人民大會堂
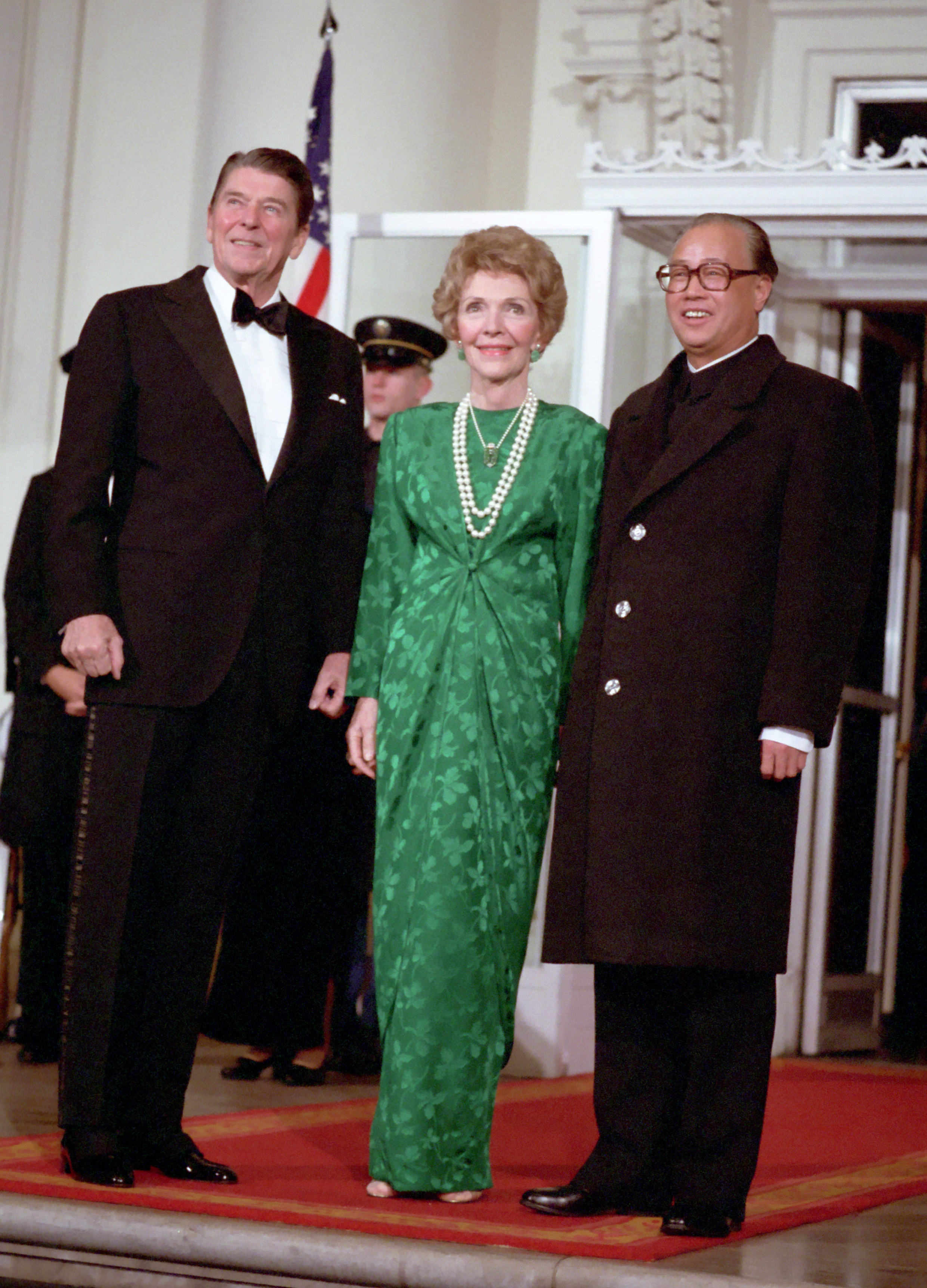
1984年，中国国务院总理赵紫阳（右一）访美，与美国总统里根夫妇晚宴前合照
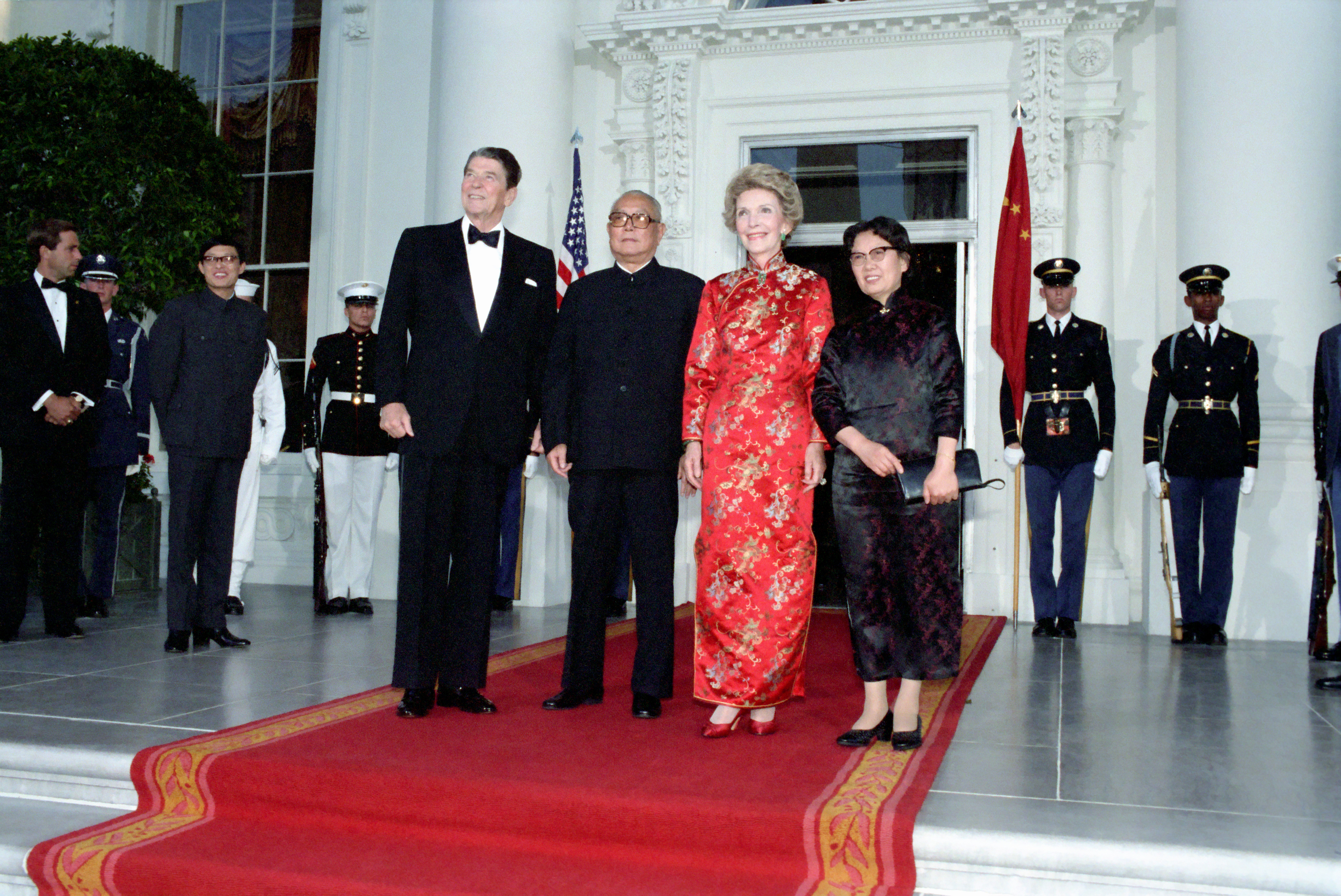
1985年7月23日，中国国家主席李先念、夫人林佳楣与里根及其夫人合影

在1980年爆發的两伊战争中，美國最初保持中立，後來逐漸牽涉其中。有時候美國同時支持兩方，但主要是支持伊拉克，因為美國認為伊拉克總統侯赛因比起伊朗領導人霍梅尼對於區域安全的威脅性較小。基辛格指當時美國的政策是“不能讓任何一方輸”。美國擔心若是伊朗勝利會鼓舞阿拉伯國家中伊斯蘭教的什葉派，將可能導致非什葉派的政府被推翻、進而危及西方國家在當地的公司，如沙烏地阿拉伯、約旦和科威特等地。最初伊拉克的軍事勝利後戰局開始倒轉，1982年伊朗可能獲得勝利，美國政府這時試圖切斷伊朗政權取得武器的門路（但稍後又開始船運武器給伊朗而導致了軍售伊朗醜聞）。美國也提供伊拉克的軍事政權許多情報資訊和金融上的支援。美國政府也允許了一些能夠被用作生物武器和化學武器的“軍商兩用貨品”船運至伊拉克，伊拉克以農業用品、醫療研究和平民用途等名義進口這些貨品，卻被侯赛因用作大规模杀伤性武器的計畫。
在支援伊拉克的同時，雷根政府也秘密的進行軍武販賣以資助在尼加拉瓜的反政府游擊隊，這導致了軍售伊朗醜聞醜聞。雷根公開承認他對這項秘密計畫並不知情，並迅速召集美國獨立檢察官辦公室（Office of the Independent Counsel）進行調查。最後10名雷根的政府幕僚被判罪而被迫辭職。雷根的國防部長卡斯帕·溫伯格被控告作出偽證，最後在審判開始前一天取得了乔治·赫伯特·沃克·布什的特赦。歷史學家在2006年提出的一份報告將軍售伊朗醜聞列為「美國總統犯過的最嚴重錯誤」中排名第9的事件。
在台灣問題方面，雷根政府於1982年和中華人民共和國簽署《八一七公報》稱將減少美國對台軍售，但亦對中華民國提出六項保證和備忘錄聲明會依台海現狀的情況延續執行《台灣關係法》之承諾。

#### “偉大的溝通者”

副總統布什和雷根與蘇聯共產黨中央委員會總書記戈巴契夫在紐約市，1988年。

1987年6月12日，雷根访问西柏林时在柏林圍牆的勃兰登堡门前发表演说：“戈尔巴乔夫先生，推倒这堵墙！”

雷根由於他在表達概念時的口才和帶有的獨特情感而被譽為“偉大的溝通者”。這些口才技巧來自於他擔任演員、電視和廣播節目主持人、和政治家時逐漸培養的經驗，同時身為總統也雇用了技巧高明的演講稿撰稿者以進一步發揮他的魅力。雷根的修辭技巧是相當多變的，他運用強烈、甚至是意識形態的言詞來指責蘇聯和共產主義—尤其是在第一屆任期時。
但他也能喚起人們將美國視為自由捍衛者的印象和觀念。他於1964年11月27日演講中他將演講題目取名為“一個選擇的時代”（A Time for Choosing），重新引入了富兰克林·德拉诺·罗斯福廣為人知的著名用詞“命運的結合”（rendezvous with destiny）。其他演講中他稱美國為“山巔上的光輝城市”（shining city on a hill）、稱美國人為“慷慨大方、具有理想的、大膽勇敢的、正派的和誠實”的市民並且擁有“夢想英雄目標的權利”。
1986年1月28日，在得悉挑戰者號太空梭意外墜毀後，他延遲了他的新年国情咨文演說並改向全國發表關於意外的演說，在演說中他形容那些罹難的太空人：“我們永遠不會忘記他們，這也不會是我們最後一次看到他們。因為就在今天早上，他們準備出發並且向我們揮手道別，接著‘脫離了陰沉的大地束縛’而‘觸摸了上帝的臉龐’”（在這演說中雷根引用了美國詩人John Gillespie Magee的著名詩句）。
或許是雷根的幽默，尤其是他的俏皮話，消除了他的對手的力量並使他廣受大眾喜愛。在1984年總統選戰與前副總統、民主黨候選人沃尔特·蒙代尔的電視辯論中，在討論到他的年紀時他如此妙語道：“我不會以我的年紀來作為選戰的議題。我不會以此作為政治目的，來彰顯我的對手的年幼和缺乏經驗。”談到他的職業時他開玩笑道：“政治不是什麼糟糕的職業。如果你成功了將會獲得許多獎勵，如果你可恥的失敗了那你也可以出版一本書。”
雷根的支持者和反對者都注意到他“開朗的樂觀態度”，使他比前幾任總統更受歡迎。如吉米卡特時常保持微笑，但卻是嚴肅的笑容。雷根有一次如此說道：“領導者的教訓是相同的；要辛勤的工作、了解事情的真相、樂於傾聽並了解他人、堅強的責任感和指揮感，並替你所代表的人民作出做好的決定。”

#### 暗殺未遂
1981年3月30日，剛剛就任總統69天的雷根前往華盛頓特區的希爾頓飯店與美國勞工聯合會-產業工會聯合會的代表們共進午餐並發表演說。當雷根和幕僚們走出飯店大門時，埋伏在飯店門口媒體人潮裡的精神病患欣克利，以一把點22口徑的左輪手槍朝雷根射擊了6槍，中彈的除了雷根外還有白宮新聞秘書和保鑣等3人，雷根迅速被送至附近的喬治·華盛頓大學醫院進行緊急手術。
1發子彈擊中了雷根的腋下，距離心臟只有1英吋，雷根也因此得以倖免。手術進行時雷根還向醫生開玩笑道：“我希望你們都是共和黨人。”（雖然醫生並不是，但他仍回覆道“我們今天都會支持共和黨的。”）當第一夫人南希·雷根到達醫院時，雷根則以重量級拳擊冠軍傑克·登普西被擊倒時的名言向她開玩笑道：“親愛的，我忘記躲子弹了。”
1985年7月13日雷根因健康問題需接受手術，老布什期間接替了雷根的工作，成為了代總統。這是美國歷來第一個副總統暫代總統的職務。

#### 任內重要法案
- 1981年經濟復甦稅法（英语：Economic Recovery Tax Act of 1981）
- 1982年稅賦公平與會計責任法（英语：Tax Equity and Fiscal Responsibility Act of 1982）
- 1983年社會福利修正法（英语：Social Security Amendments of 1983）
- 1986年稅賦改革法（英语：Tax Reform Act of 1986）
- 戈德华特－尼科尔斯国防部重构法案

#### 內閣閣員

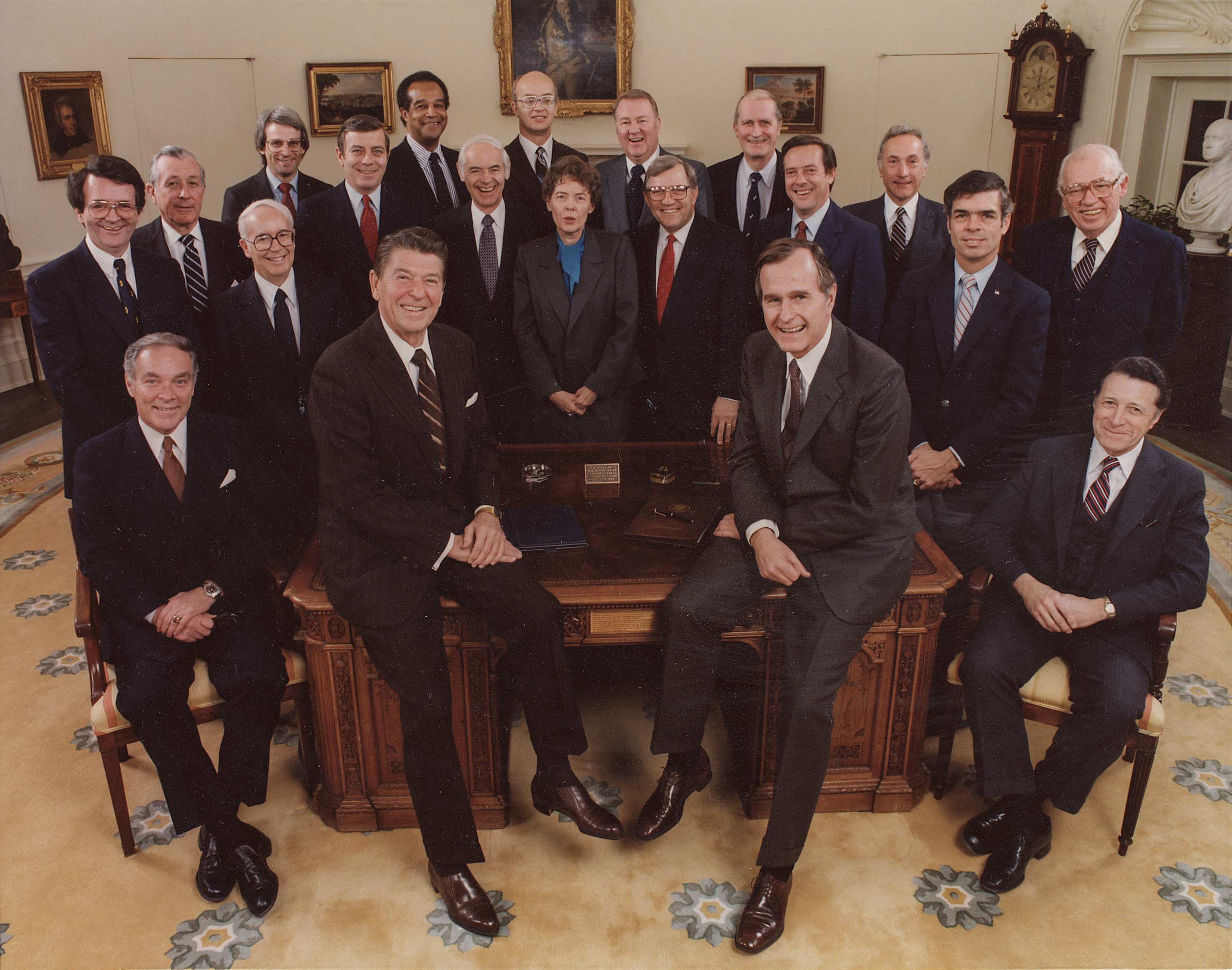
1981年2月4日，雷根總統與他的內閣閣員在白宮的總統辦公室。

| 職位     | 姓名               | 任期      |
|          |                    |           |
| 總統     | 朗奴·雷根          | 1981–1989 |
| 副總統   | 乔治·H·W·布什      | 1981–1989 |
|          |                    |           |
| 國務卿   | 亞歷山大·黑格      | 1981–1982 |
|          | 乔治·普拉特·舒尔茨 | 1982–1989 |
| 財政部長 | 唐纳德·里甘        | 1981–1985 |
|          | 詹姆斯·貝克        | 1985–1988 |
|          | 尼可拉斯·布瑞迪    | 1988–1989 |
| 國防部長 | 卡斯帕·溫伯格      | 1981–1987 |
|          | 法蘭克·卡魯奇      | 1987–1989 |
| 司法部長 | 威廉·法蘭區·史密斯 | 1981–1985 |
|          | 埃德文·米斯        | 1985–1988 |
|          | 理查·桑伯格        | 1988–1989 |
| 內政部長 | 詹姆斯·G·瓦特      | 1981–1983 |
|          | 威廉·P·克拉克      | 1983–1985 |
|          | 唐納德·霍德爾      | 1985–1989 |
| 商業部長 | 馬康·巴德瑞茲      | 1981–1987 |
|          | 威廉·維爾第        | 1987–1989 |
| 勞工部長 | 雷蒙德·唐納文      | 1981–1985 |
|          | 威廉·布拉克        | 1985–1987 |
|          | 安·多爾·麥克拉夫琳 | 1987–1989 |
| 农业部長 | 約翰·魯斯林·布拉克 | 1981–1986 |
|          | 理查·萊恩          | 1986–1989 |
| 衛生部長 | 理查·史威科        | 1981–1983 |
|          | 瑪格理特·海克勒    | 1983–1985 |
|          | 奥蒂斯·鲍恩        | 1985–1989 |
| 教育部長 | 泰德·貝爾          | 1981–1984 |
|          | 威廉·班奈特        | 1985–1988 |
|          | 勞羅·卡瓦佐斯      | 1988–1989 |
| 發展部長 | 薩繆爾·皮耳斯      | 1981–1989 |
| 運輸部長 | 安德魯·路易斯      | 1981–1982 |
|          | 伊麗莎白·多爾      | 1983–1987 |
|          | 詹姆斯·班來        | 1987–1989 |
| 能源部長 | 詹姆斯·愛德華      | 1981–1982 |
|          | Donald P. Hodel    | 1982–1985 |
|          | 約翰·赫林頓        | 1985–1989 |

### 最高法院任命
雷根提名以下法官至美国最高法院：
- 桑德拉·戴·奧康納 – 1981
- 威廉·藍奎斯特 –  1986年任首席大法官（1972年任大法官）
- 安東尼·史格里亞– 1986
- 罗伯特·博克– 1987（被參議院駁回）
- 道格拉斯·金斯伯格– 1987（撤回）
- 安東尼·甘迺迪 – 1988

#### 批評
雷根的個人魅力使他幾乎發表任何言論都能讓大眾接受，因此而獲得了“鐵氟龙總統”（意味著不沾鍋，沒有任何東西能黏住他）的綽號。他於軍售伊朗醜聞中否認他知情這項交易，但現在存於檔案庫的國防部長卡斯帕·溫伯格的引證則顯示出雷根知情，這可能是違反了憲法的，但他帶給公眾的形象卻是“偉大、堅強的雷根冒險試著以武器來交換人質的自由”。在1985年12月雷根寫了一份秘密的總統“調查”來記載這次“以武器換人質”的計畫。雷根時代的秘密文件本來可以從2001年開始被公開，但乔治·沃克·布什總統簽署了一項法案使這些文件將繼續無限期保密，使得人們無法得知更多這方面的資訊。
自由派批評雷根強硬外交政策可能導致核子大戰的危機。批評家指出雷根忽略了在中南美洲和南非的人權問題，雷根對於南非白人政府的支持也被非裔美國人強烈批評。雖然雷根也試著結束南非種族隔離並實行自由化，但他反對向南非實行經濟上的制裁，認為那是“表面上看似有益的制裁計畫，事實上將會縮減南非政府的影響力，並讓許多南非的好人承受經濟的困境。”

#### 爭議
雷根任內發生的幾次醜聞造成他的數名政府官員被定罪。最知名的便是軍售伊朗醜聞，秘密販賣武器給霍梅尼的伊斯蘭基本教義派政權，並將販賣所得利潤支援尼加拉瓜的反共游擊隊。10名政府官員被判決有罪，包括對國會撒謊、對稅務局撒謊等。不過，雷根在為此進行道歉後安然度過醜聞。
雷根任內也發生其他幾件醜聞；有一件牽扯到了美國住房和城市發展部的幕僚。一名雷根競選總統時的贊助者後來獲得雷根政府補助他對低收入住宅的建設，卻沒有詳細檢查其背景資格。而另一位競選時的贊助者，則獲得前環境保護局局長詹姆斯·瓦特協助他向政府進行借款和抵押，還獲得了遊說的報酬，六名政府官員因此被定罪。
許多其他的醜聞在雷根的八年任期中也不斷發生。雷根的助手Michael Deaver和Lyn Nofziger也因為進行遊說被判罪。

### 宗教信仰
雖然雷根成年後很少出席教堂，但他自幼便是一個基督徒，而且時常向基督教團體發表演說。1978年3月雷根寫了封信給一名衛理宗神職人員，這名神職人員對尼西亞信經抱持著懷疑論—並指責雷根是“主日學校層次的神學”—雷根堅定的支持尼西亞信經，並引用了克利夫·史戴普·路易斯的三難困境（Trilemma）。不過在雷根的國葬上並沒有依照他的信仰和願望來進行，而是進行了多種信仰的儀式。

## 退休後生活

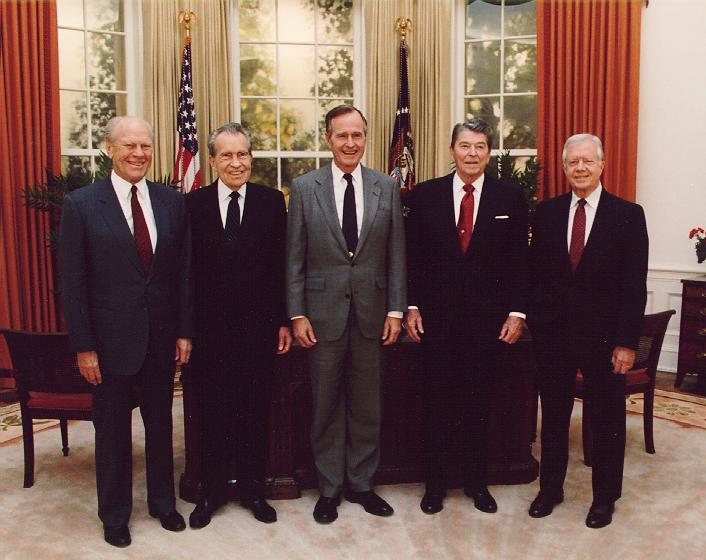
（從左至右）總統杰拉尔德·福特、理查德·尼克松、乔治·H·W·布什、朗奴·雷根、吉米·卡特在雷根總統圖書館的揭幕典禮上。

雷根在1989年1月11日於白宮的總統辦公室經由電視轉播發表了全國性的告別演說，9天後便離開總統職位，由乔治·H·W·布什接任。在布希的就職典禮結束後，雷根回到了他位於加利福尼亚州圣巴巴拉附近的大牧場，每天在那裡寫他的自傳、騎馬、伐木。他最後遷徙至位於加州贝莱尔的新家。在1989年的秋天，雷根應富士產經集團之邀前往日本進行兩次演說並參加幾次宴會，這9天的行程付給雷根的酬金高達两百萬美元，超過了他擔任8年總統的薪水總和。雷根偶而會代表共和黨露面，包括在1992年的共和黨全國代表大會上發表了精采演說。他公開支持單項否決權（Line-item veto）、平衡預算的憲法修正案、撤銷限制了總統只能連任一次的憲法第22號修正案。

### 阿茲海默症

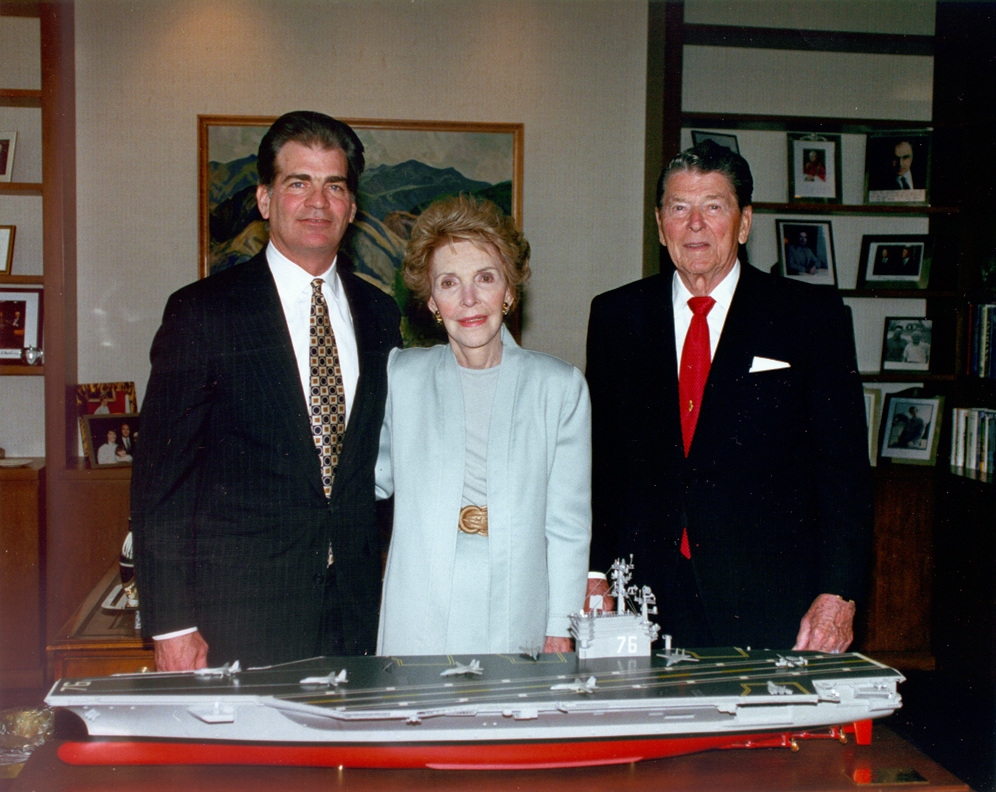
1996年，里根夫妇与里根号航空母舰模型合影。

1994年11月5日雷根宣布他被診斷出罹患阿尔茨海默症（但有說法認為雷根早在第二任總統任內就已出現初期症狀，如他在接受軍售伊朗醜聞的調查時曾表示記不得重要幕僚的名字）他經由手寫信件來向全國說明他的健康狀況，由於他一向樂觀的態度，他最後總結道：“我知道我正在走向我人生旅程中的黃昏。我知道對美國而言前方總是有著燦爛的黎明的。謝謝你們，我的朋友們。願上帝永遠祝福你們。”一年接著一年過去，阿尔茨海默症慢慢的摧毀了雷根的腦部能力，他為了保持自己的形象從此很少出現在公共場合，迫使他过着與世隔絕的生活。虽然身体状况不佳，但里根仍然保持着活跃的生活态度。他在自己家附近和海滩上的公园里散步，并经常打高尔夫球。直到1999年，里根还经常去附近世纪城的办公室。2000年8月，美国《新闻和世界周刊》报道出雷根病危的消息。但顽强的生命力使雷根又活了近4年。到了2003年底，雷根進入阿尔茨海默症的末期了。

### 去世和國葬

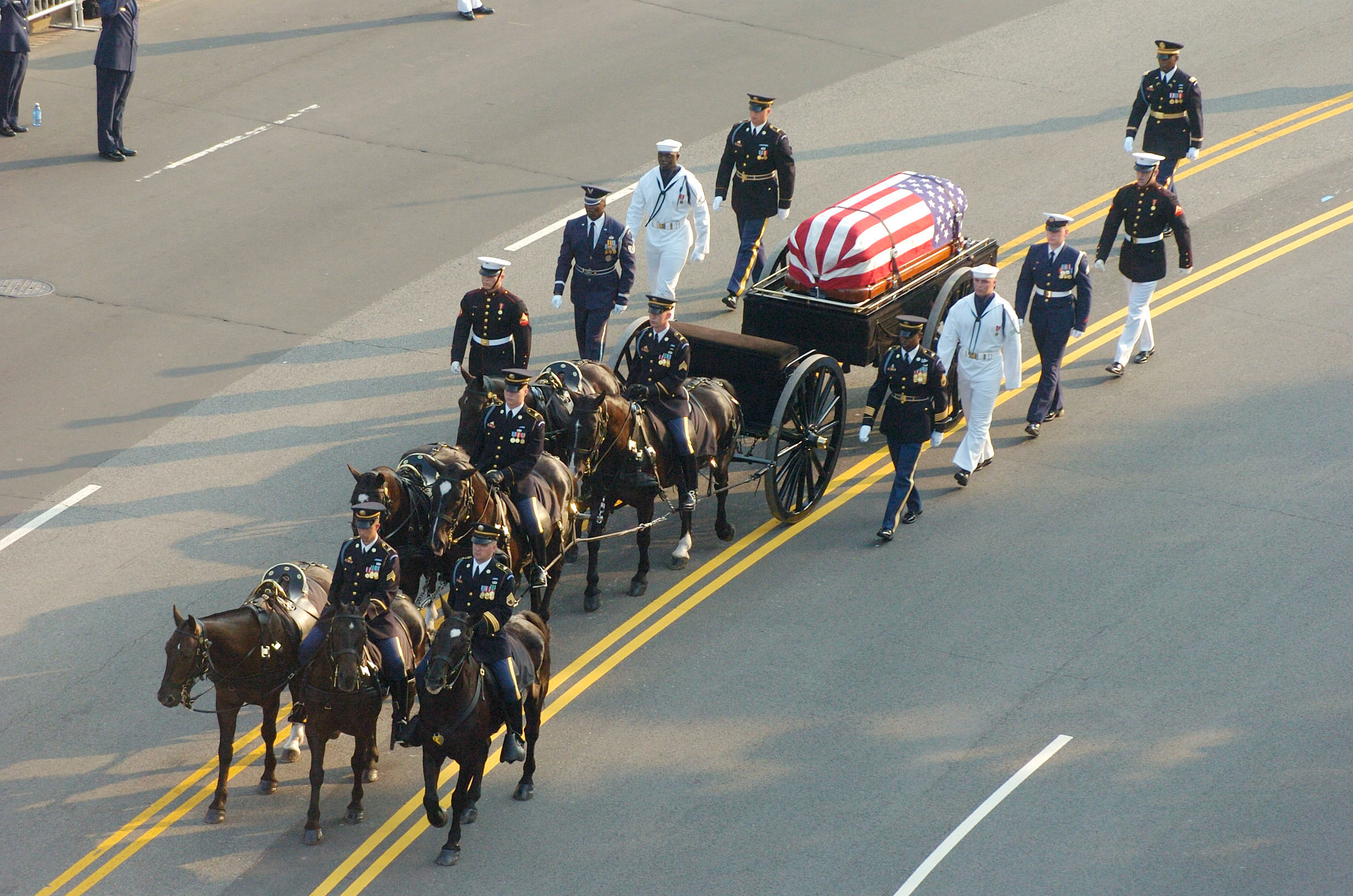
雷根的葬禮車隊。

2004年6月5日下午1時，雷根於洛杉磯家中安詳辞世，死于肺炎，享耆壽93岁。他的遺體也開放讓公眾瞻仰遺容。整場國葬莊隆盛大，在世的數位美國總統和眾多外國元首都參與了這次葬禮。由於雷根在世時酷愛吉利貝利公司出產的軟心豆粒糖（Jelly Belly jelly beans），也放了一小罐在口袋中隨他下葬。
雷根是到目前為止第四長壽的美國總統，總計93歲120天，超過了约翰·亚当斯的紀錄。雷根曾經為當選時最老的（69歲）總統，惟此紀錄已於2016年被70歲的唐納·川普以及2020年78歲的喬·拜登打破。

## 健康状况
里根是最年长的总统参选人之一，所以被一些人认为不适合担任總統。他一直在与健康状况不佳的情况作斗争。里根经历了尿路感染，切除了前列腺结石，并患上了颞下颌关节病和关节炎。1987年，他接受了前列腺癌和皮肤癌的手术。除此之外，里根还患有阿尔茨海默病。

## 影響

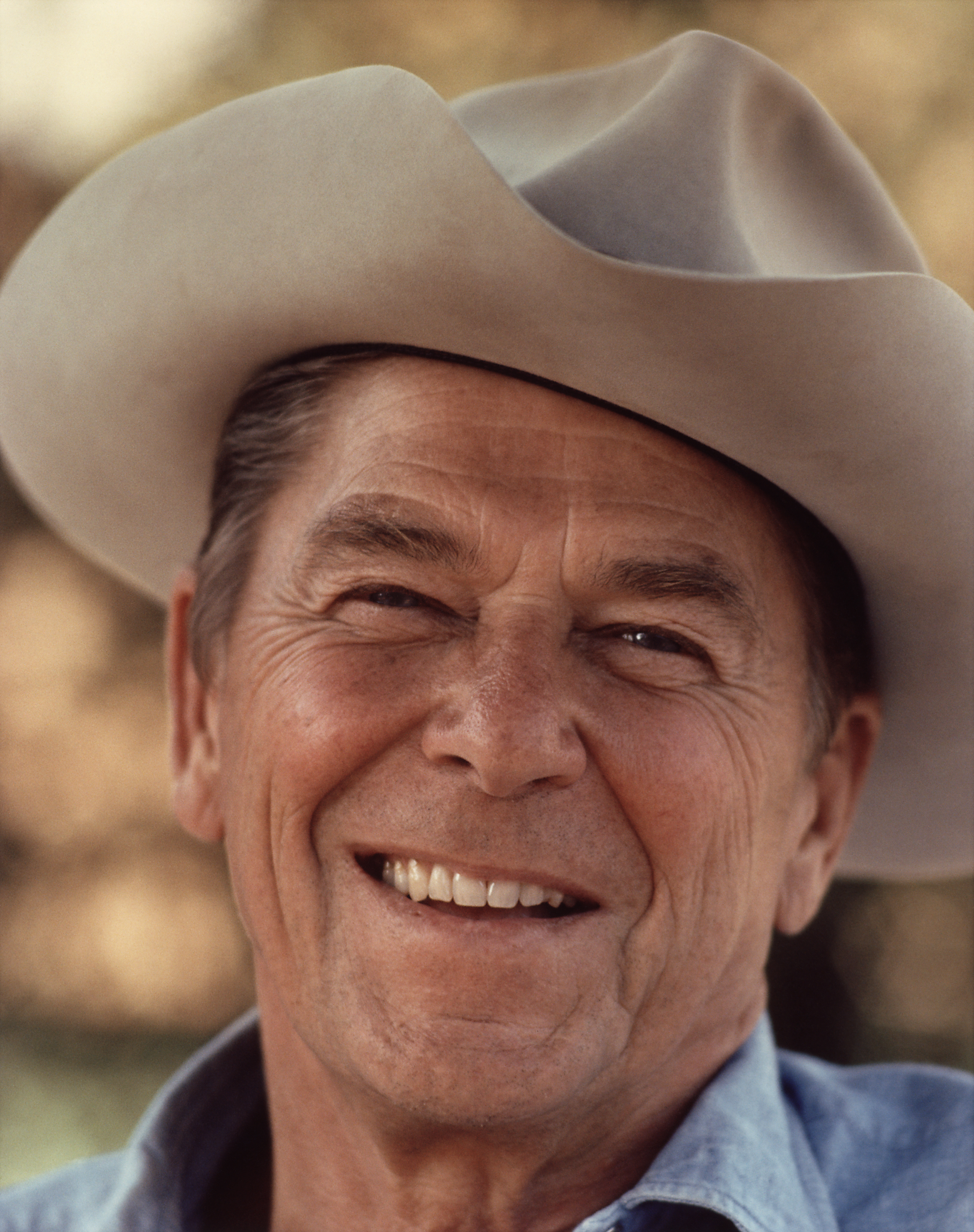
摄于1976年，戴着牛仔帽的里根

### 支持率
盖洛普民意测验做了一次誰是最受歡迎的美國總統的調查。朗奴·雷根得到最高的87%支持，接下來依序是约翰·肯尼迪、德怀特·艾森豪威尔和富蘭克林·德拉諾·羅斯福。雷根在接下來每年的許多民調測驗中繼續被選為是最好的美國總統之一。

### 認可度比率
依據ABC新聞 （页面存档备份，存于） 依照日期：
| 時間          | 大事             | 認可（%） | 不認可（%） |
| ------------- | ---------------- | --------- | ----------- |
| 1981年4月22日 | 被欣克利槍擊     | 73        | 19          |
| 1983年1月22日 | 高失業率         | 42        | 54          |
| 1986年4月26日 | 對利比亞進行轟炸 | 70        | 26          |
| 1987年2月26日 | 軍售伊朗醜聞     | 44        | 51          |
| 1989年1月20日 | 總統任期結束     | 64        | –           |
|               | 任期平均         | 57        | 39          |
| 2001年7月30日 | （回顧）         | 64        | 27          |

### 雷根的暱稱
雷根常常被稱為“Gipper”，來自於他在Knute Rockne, All American一片中飾演的George Gipp角色，通常伴隨著名的口號“去替Gipper贏一球！”。年輕時雷根還曾被父親暱稱為“Dutch”。身為總統時，雷根的支持者將他譽為“伟大的溝通者”或者最近的“偉大的解放者”—述及他的政策導致了共產主義的垮台和冷戰的結束。他的保鑣們給他的代號則是“Rawhide”。他也被戲稱為“鐵弗龍總統”，意味著他就像不沾鍋一樣，總統任內政治醜聞不少卻沒有任何醜聞能黏住他。

## 榮譽與紀念

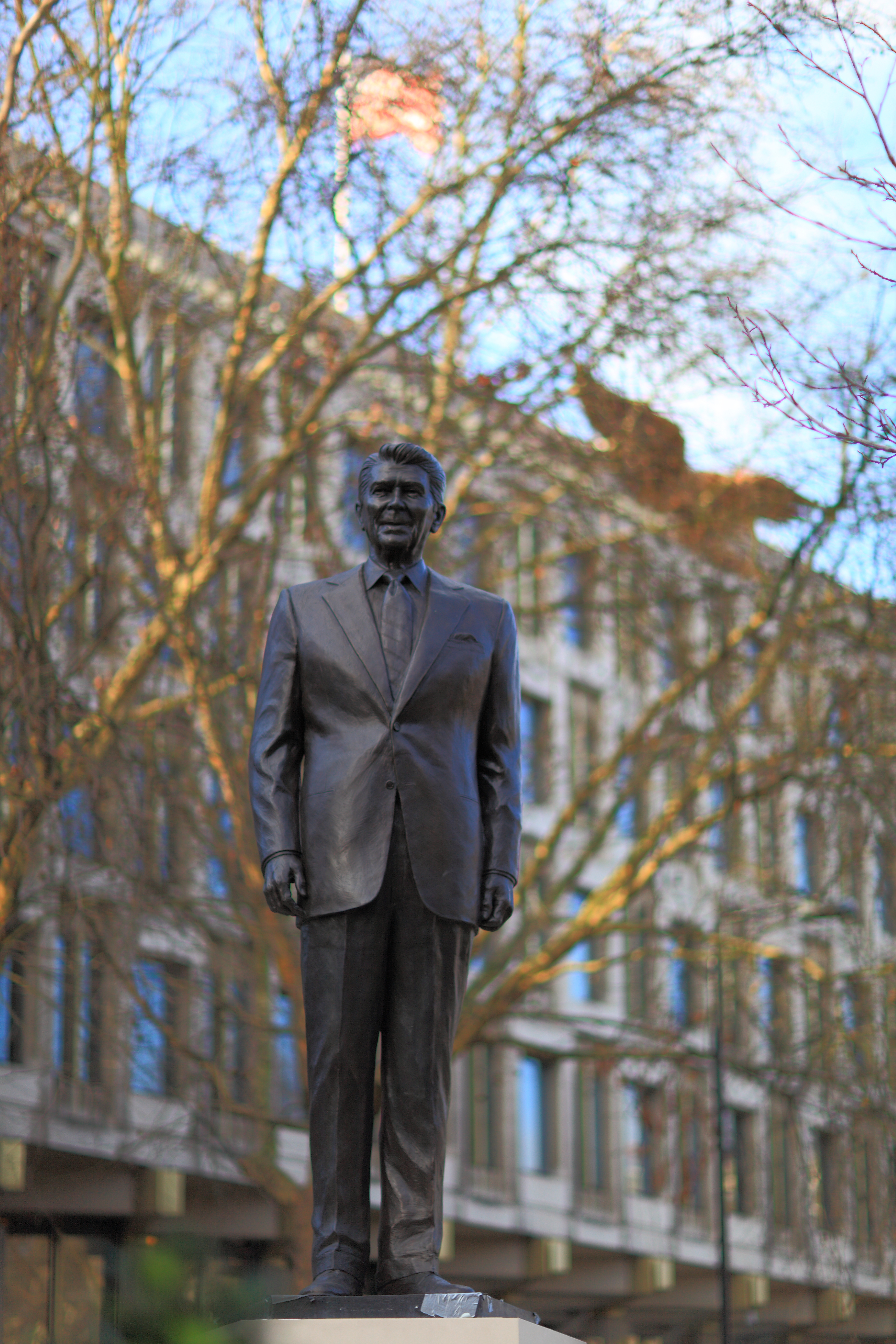
美國駐英大使館外的雷根紀念雕像

在1995年由Littleton硬幣公司針對2,307名硬幣收藏者的民意調查中，雷根是最受期待被鑄於美國硬幣上的人物。
在1988年2月6日，華盛頓國際機場重新命名為朗奴·列根華盛頓國家機場。
2003年，以其為名的隆納·雷根號航空母艦正式服役，这是美国首次以在世总统的名字来命名航母，可是當時瀕臨阿尔茨海默症末期的雷根总统本人已无法知道这一切了。其他許多高速公路、學校和組織也都以雷根為名。在2005年雷根又獲得兩項榮譽：
- 在5月14日，有线电视新闻网和時代雜誌將他譽為“最迷人的人物”[36][37]
- 在6月26日，在一場由美国在线和探索頻道發起的測驗節目中，雷根被選為“最偉大的美國人”。

在2002年，國會授權將雷根位於伊利诺伊州迪克森的老家作為歷史場所保存。

### 美国勋章奖章
- 杰出总统自由勋章（1993年）

### 外国勋章奖章
- 巴斯爵级大十字勋章（英国，1989年）
- 大勋位菊花大绶章（日本，1989年）
- 一等白狮勋章（捷克，1999年[38]）

### 獲獎
- 美國影視演員協會的終身“黃金”會員
- 在1987年，雷根與蘇聯共產黨中央委員會總書記戈爾巴喬夫簽署了《中程飛彈條約》，減少美蘇核子武器數量，結束冷戰，因此獲得世界和平獎的最高榮譽獎[39]。

### 硬幣面像
許多主張重新設計硬幣的人希望將雷根圖像鑄於美元一角硬幣上，以取代富兰克林·德拉诺·罗斯福（當初是為了紀念羅斯福創建出生缺陷基金會March of Dimes）。2003年國會中的共和黨員對此提案，但在南希·雷根拒絕之後便撤回了案子。有一段時間支持者希望將他鑄於一美分硬幣上，但美分硬幣將在2005年重新設計且將會永遠使用亚伯拉罕·林肯的圖像。一角硬幣尚未重新設計，而且也尚未有計畫要重新設計，因此還沒有完全排除這個可能。支持者也希望將雷根置於10美元鈔票或20美元鈔票上。20美元鈔票已經重新設計，而且也沒有計畫要更換先前使用的總統。10美元鈔票的設計則在2006年3月2日釋出，將繼續使用亞歷山大·漢密爾頓的圖像。雷根已於2016年出現於1美元硬幣上。

### 雷根的紀錄影片
- Altered Statesman - Ronald Reagan（台灣中譯：「變樣的政治家：美國總統雷根」，一部以健康史的角度分析雷根執政危機的紀錄片，探索頻道，2005年）
- "True Grit"（2005年）
- Ronald Reagan - An American President（雷根圖書館發布的正式影片，2005年1月25日）
- Great Speeches（2004年10月19日）
- Stand Up Reagan（2004年9月7日）
- NBC News Presents - Ronald Reagan（2004年8月10日）
- ABC News Presents  - An American Legend（2004年7月13日）
- Ronald Reagan - His Life and Legacy（2004年6月22日）
- Ronald Reagan - His Life and Times（2004年5月11日）
- Ronald Reagan - A Legacy Remembered（歷史頻道，2002年）
- Ronald Reagan - The Great Communicator（2002年）
- Salute to Reagan - A President's Greatest Moments（2001年）
- American Experience - Reagan（1998年）
- Tribute to Ronald Reagan（1996年）
- The Reagan Legacy（探索頻道，1996年）

## 著作
《里根自传——一个美国人的生活》1990，中文版1991东方出版社

## 延伸閱讀

### 第二手資料
- Arnson Cynthia J. Crossroads: Congress,the Reagan Administration, and Central America Pantheon, 1989.
- Andrew E. Busch; "Ronald Reagan and the Defeat of the Soviet Empire" in Presidential Studies Quarterly. Vol: 27. Issue: 3. 1997. pp 451+.
- Berman, Larry, ed. Looking Back on the Reagan Presidency (1990),essays by academics
- Brownlee, W. Elliot  and Hugh Davis Graham, eds. The Reagan Presidency: Pragmatic Conservatism and Its Legacies (2003)
- Campagna; Anthony S. The Economy in the Reagan Years: The Economic Consequences of the Reagan Administrations Greenwood Press. 1994
- Cannon, Lou. President Reagan: The Role of a Lifetime  Public Affairs. ISBN 1-891620-91-6 (2nd ed 2000) detailed biography
- Cannon, Lou. Governor Reagan: His Rise to Power Public Affairs. ISBN 1-58648-030-8, detailed biography
- Cannon, Lou. Ronald Reagan: The Presidential Portfolio. Public Affairs. ISBN 1-891620-84-3
- Collins, Chuck, Felice Yeskel, and United for a Fair Economy. "Economic Apartheid in America: A Primer on Economic Inequality and Insecurity." (2000). on tax policies.
- Dallek, Matthew. The Right Moment: Ronald Reagan's First Victory and the Decisive Turning Point in American Politics. (2004).  Study of 1966 election as governor.
- Denton Jr., Robert E. Primetime Presidency of Ronald Reagan: The Era of the Television Presidency (1988)
- Draper Theodore. A Very Thin Line: The Iran-Contra Affairs Hill and Wang, 1991.
- D'Souza, Dinesh. Ronald Reagan: How An Ordinary Man Became An Extraordinary Leader. (1999). ISBN 0-684-84823-6
- Ehrman, John. The Eighties: America in the Age of Reagan. (2005)
- Ferguson Thomas, and Joel Rogers, Right Turn: The Decline of the Democrats and the Future of American Politics 1986.
- Fitzgerald, Frances. Way Out There in the Blue: Reagan, Star Wars and the End of the Cold War. political history of S.D.I. (2000). ISBN 0-684-84416-8.
- Germond, Jack W. and Jules Witcover. Blue Smoke & Mirrors: How Reagan Won & Why Carter Lost the Election of 1980.  1981. Detailed journalism.
- Greenstein Fred I. ed. The Reagan Presidency: An Early Assessment 1983 by political scientists
- Greffenius, Steven. The Last Jeffersonian: Ronald Reagan's Dreams of America. June, July, & August Books. 2002.
- Haftendorn, Helga and Jakob Schissler, eds. The Reagan Administration: A Reconstruction of American Strength? Berlin: Walter de Guyer, 1988. by European scholars
- Hertsgaard Mark. On Bended Knee: The Press and the Reagan Presidency 1988. criticizes the press
- Haynes Johnson. Sleepwalking through History: America in the Reagan Years (1991)
- Jones, Charles O. ed. The Reagan Legacy: Promise and Performance (1988) essays by political scientists
- Kengor, Paul. God and Ronald Reagan: A Spiritual Life Regan Books, 2004. ISBN 0-06-057141-1.
- Jeffrey W. Knopf "Did Reagan Win the Cold War?" Strategic Insights, Volume III, Issue 8 (August 2004)
- Kyvig, David. ed. Reagan and the World (1990), foreign policy
- Levy, Peter B. Encyclopedia of the Reagan-Bush Years (1996), short articles
- Muir, William Ker. The Bully Pulpit: The Presidential Leadership of Ronald Reagan (1992), examines his speeches
- Patterson, James T. Restless Giant: The United States from Watergate to Bush vs. Gore. (2005), standard scholarly synthesis.
- Pemberton, William E. Exit with Honor: The Life and Presidency of Ronald Reagan (1998) biography by historian
- Reeves, Richard. President Reagan: The Triumph of Imagination (2005) detailed analysis by historian
- Salamon Lester M., and Michael S. Lund. eds. The Reagan Presidency and the Governing of America 1985.  articles by political scientists
- Salla; Michael E. and Ralph Summy, eds. Why the Cold War Ended: A Range of Interpretations Greenwood Press. 1995.
- Schmertz, Eric J.  et al eds. Ronald Reagan's America 2 Volumes (1997) articles by scholars and officeholders
- Schmertz, Eric J.  et al eds. Ronald Reagan and the World (1997) articles by scholars and officeholders
- Troy, Gill. Morning in America: How Ronald Reagan Invented the 1980's (2004).  Study of Reagan's image.
- Wills, Garry. Reagan's America: Innocents at Home. (1987)

### 第一手資料
- FitzWater, Marlin . Call the Briefing! Bush and Reagan, Sam and Helen, a Decade with Presidents and the Press. 1995. Memoir by press spokesman.
- Michael Deaver and Mickey Herskowitz. Behind the Scenes.  1987. Memoir by a top aide.
- Reagan, Ronald. An American Life: The Autobiography (1991)
- Reagan, Ronald. Reagan, In His Own Hand: The Writings of Ronald Reagan That Reveal His Revolutionary Vision for America (2001)
- Stahl, Lesley. "Reporting Live" (1999) memoir by TV news reporter

## 外部連結

### 生平傳記
- RonaldReagan.com - 官方網站 （页面存档备份，存于）
- 白宮傳記
- 列根總統圖書館和基金會 （页面存档备份，存于） （页面存档备份，存于）
- 朗奴·列根紀念計畫 （页面存档备份，存于）
- 列根紀念基金會 （页面存档备份，存于）
- 列根的健康歷史 （页面存档备份，存于）
- 列根在NNDB的檔案 （页面存档备份，存于）
- 朗奴·列根在互联网电影资料库（IMDb）上的資料（英文）

### 演講和採訪
- Reagan 2020 - 眾多的演講收集 （页面存档备份，存于）
- 雷根演講的錄音
- 國情咨文演說 - 古腾堡计划
- 擔任加州州長時的檔案、照片和就職演講
- 1980s Inside Governor Ronald Reagan 1975年《Reason》的採訪，透露他的政治哲學
- 歷年國情咨文：1982 （页面存档备份，存于）、1983 （页面存档备份，存于）、1984 （页面存档备份，存于）、1985 （页面存档备份，存于）、1986 （页面存档备份，存于）、1987 （页面存档备份，存于）、1988 （页面存档备份，存于） 在UCSB的美國總統計畫

### 多媒體链接
- Ronald Reagan - Video & Audio | Biography | Speeches | Photos | Quotes - by Hagberg Media
- Kudlow & Company - 討論隆納·雷根在政府開銷上的政策[]
- 朗奴·列根圖像館

| 美国政府职务            | 美国政府职务                        | 美国政府职务                 |
| ----------------------- | ----------------------------------- | ---------------------------- |
| 前任： 吉米·卡特        | 美国总统 1981年—1989年              | 繼任： 乔治·赫伯特·沃克·布什 |
| 前任： 派特·布朗        | 加利福尼亞州州長 1967年—1975年      | 繼任： 傑利·布朗             |
| 政党职务                |                                     |                              |
| 前任： 傑拉爾德·福特    | 共和黨美國總統候選人 1980年、1984年 | 繼任： 喬治·夏拔·獲加·布殊   |
| 榮銜                    |                                     |                              |
| 前任： 威廉·亨利·夏里遜 | 最年長的在世美國總統 1981─1989年    | 繼任： 當勞·特朗普           |

|}